# 伊朗伊斯蘭革命
伊朗伊斯蘭革命（羅馬化：Enghelābe Eslāmi）又稱1979年革命或何梅尼革命（羅馬化：Enghelābe 1357 ），是1970年代后期在伊朗王國发生的政变，末代沙阿（伊朗国王）穆罕默德·禮薩·巴列維領導的伊朗君主制政體被推翻，白色革命结束，宗教及革命領袖大阿亞圖拉魯霍拉·穆薩維·霍梅尼从法国返回伊朗并建立了以什叶派为核心的伊朗伊斯蘭共和國。
由于不滿沙阿巴列維的施政和石油危机引發的經濟過熱問題，伊朗民众自1978年1月發起反對伊朗君主體制的大规模示威活动；同年8月至12月，罷工及示威活動癱瘓了整個國家。1979年1月中旬，沙阿被迫流亡海外，在兩星期後，在外流亡了15年的霍梅尼回到德黑蘭，受到數百萬伊朗人的歡迎。在不久後的2月11日，政府軍陷入癱瘓並宣佈保持政治中立，導致巴列维政权倒台。經過了全國公投後，伊朗在1979年4月1日成為伊斯蘭共和國，並通過了新宪法《伊朗伊斯蘭共和國憲法》。霍梅尼也在1979年12月成為全国的最高領袖。
由於沙阿政權憑著石油出口賺取的巨額利潤和龐大軍事力量已平穩統治了伊朗數十年，並深得強國的支持，這次突如其來的革命令外界始料不及。美國在事先預期沙阿能承受這場政治風波，國防情報局甚至展望沙阿可以在接下來的十年繼續執政，但最終家族流亡國外。伊斯蘭革命權力真空下的意外結果，徹底改變了伊朗的政治體制，把一個親西方、世俗的君主專制國家，褪變成一個宗教色彩濃厚的伊斯蘭政教合一國家，對其後的伊朗政治發展產生重大影響，至今保守派與開放派的拉鋸仍在持續，它亦間接引發了兩伊戰爭、人質危機等事件。

## 背景

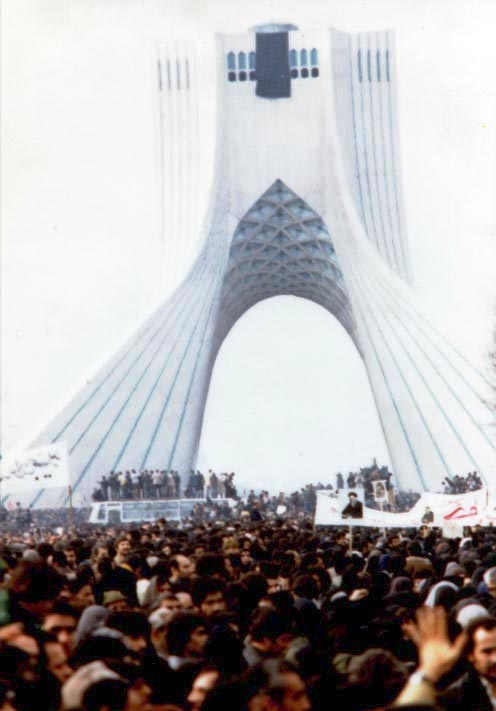
1979年德黑蘭阿扎迪塔广场的示威者

這場革命由什葉派教士主導，什葉派自薩非王朝在1501年統治波斯後成為國教。薩非王朝的統治者軟硬兼施，把境內大多數穆斯林都轉化成什葉派信徒，使什葉派教士成為民眾日常宗教生活裡不可或缺的一部分。在薩非王朝滅亡後，什葉派被迫與政治分家，但其支派烏蘇勒派卻復興了什葉派的法學，使教士能獨立於政治樹立宗教權威。到十九世紀，這些宗教知識分子的權勢在弱勢的卡扎爾王朝下更加突出，奠定了他們在日後改變政治格局的資本。

### 民族主義抬頭
此外，現代國家紛紛在第二次世界大戰後建立起來，國家在管理國民生活和出售經濟資源方面扮演了新的角色，促使各種政治運動向國家及外力提出不同的訴求，當中包括民族主義運動。現代的伊朗在二十世紀初波斯立憲革命後成形，但其源頭可追溯至十九世紀與西方的接觸，特別是接連兩次被俄國擊敗，簽訂喪權辱國的《土庫曼恰伊條約》，接著卡扎爾王朝的多番改革失敗及經濟上讓利予外國使民族主義萌芽。
煙草在當時的波斯是一種甚受不同階級的民眾歡迎的商品，而且生產煙草帶來的經濟效益惠及商人、地主等不同的經濟圈子，但波斯在1890年把煙草生產和銷售的特許權批給一位英國人。由於商人憂慮失去經濟利益，他們發起示威，宗教領袖及不滿政治現狀的人們也加入，事件被稱為「煙草抗議」，作為伊斯蘭教士的阿訇在當中發揮了影響力，他們頒佈伊斯蘭教令，杯葛煙草產品，最終迫使政府中止了出讓特許權。煙草抗議被形容為波斯「第一個真正的民族主義運動」，促使「民族覺醒」。自此，什葉派宗教領袖開始在波斯各種社會運動嶄露頭角，開創波斯伊斯蘭教參與國家事務的歷史先河，為日後干預政治提供了正當理由。
列強在隨後加緊了對波斯的殖民掠奪，英國、俄國、法國等國家在波斯獲得租讓權，政府在波斯民眾的眼中成為殖民勢力的代理人。隨著米爾扎·馬爾庫姆汗及賈邁勒丁·阿富汗尼等西化及宗教知識分子的宣傳，波斯的民族意識逐漸覺醒。民眾在1905年發動示威，要求實行改革，是為「波斯立憲革命」，國王穆扎法爾丁沙阿在1906年通過了國家的首部憲法，建立了議會制度。不過，繼位波斯國王的穆罕默德·阿里沙阿在英俄的支持下發動政變，議會遭到解散。立憲革命以失敗告終，但透過控訴卡扎爾王朝勾結外國勢力，波斯民族主義找到了新的定位。

### 禮薩汗的改革
第一次世界大戰後，波斯成為一個獨立國家，免受外國佔領。在權力真空的情況下，波斯哥薩克旅指揮官禮薩汗自立為沙阿，建立巴列維王朝統治波斯。他落實了全面的世俗化、現代化改革，打壓宗教勢力、地主、部落領袖及少數民族，把國名更改為「伊朗」，並鞏固君權。
禮薩汗的改革取得一些成效，中產階級和民族主義者的部分要求得到滿足，但漠視了貧農、部落和基層民眾，社會撕裂延續，加上他強硬地打壓反對派造成民怨和專制的統治使他在後期失去支持。為了抵制苏联和英國的影響力，禮薩汗尋求第三勢力介入，於是與德國交好，但隨著第二次世界大戰爆發，英蘇以此為由入侵伊朗，並廢黜禮薩汗。

### 1953年政變
禮薩汗的兒子穆罕默德·禮薩·巴列維在1941年繼承王位，並延續父親的政策，銳意把伊朗打造成現代化的地域強國，他為此而與美國建立更緊密的關係。穆罕默德·禮薩統治初期的政治氛圍較開明，伊朗人開始關注英國透過英伊石油公司把持伊朗的石油產業。
在公眾的施壓下，穆罕默德·禮薩任命改革派民族陣線的穆罕默德·摩薩台擔任總理，並啟動國有化英伊石油公司。英美政府为保证在伊利益，劝说穆罕默德·禮薩罷免摩薩台，但此事敗露，礼萨被迫短暂流亡，但英美最終成功策動政變，推翻摩薩台政府。史學家葉爾萬德·阿布拉哈米安指這場政變是伊斯蘭革命的根源所在，摩薩台的倒台及穆罕默德·禮薩的復位都是依靠外力，削弱了政權的正當性。

### 白色革命
在回國重新掌權後，穆罕默德·禮薩為了挽回民意而推行白色革命，聚焦土地改革、建立分紅制、國有企業私有化、擴大藍領工人在選舉制度裡的持份，又致力提高農民的識字率。白色革命大幅改變了伊朗的社會結構，封建土地制度下持有特權的地主日漸式微，相反隨著城巿化和工業化的發展，資產階級和工人群體日漸壯大。另外，伊朗的經濟得到高速發展，每年石油收入激增至1973年的超過200億，躍居世界第二大石油輸出國。
可是，他的經濟和社會改革並沒有結合與之相配的政治改革。新總理法茲盧拉·扎赫迪清剿摩薩台的餘黨，又鎮壓共產主義的伊朗人民黨，逮捕和處死了許多人。穆罕默德·禮薩又在美國聯邦調查局及以色列摩薩德的協助下設立情報機關薩瓦克，薩瓦克滲透到政治機關、大學等各個角落，以嚴刑拷打及暴力的手段鎮壓異己。白色革命亦不受什葉派教士的歡迎，許多什葉派教士本身是地主，而且他們又認為它的土地改革會侵害他們的宗教資產，他們又反對婦女獲得投票權，其中什葉派學者魯霍拉·穆薩維·霍梅尼的抨擊最受觸目。

### 霍梅尼的理念

魯霍拉·穆薩維·霍梅尼

在1902年出生於霍梅恩的魯霍拉·穆薩維·霍梅尼自小熟習什葉派的學問，後來轉到聖城庫姆深造，至1927年成為穆智台哈德（伊斯蘭教法學家）。他在1942年的著作《秘示》（Kashf ul Asrar）裡主張伊斯蘭法學家應有權監督議會立法和君王，把法學家的裁決權力擴展至政治層面上的管治權，又批判世俗主義及禮薩汗，稱他為「目不識丁的軍人」。受到他的導師阿卜杜勒-卡里姆·哈埃里·亞茲迪及大阿亞圖拉侯賽因·布魯傑迪的影響，霍梅尼在這段時期沒有積極參與政治活動。
在布魯傑迪於1961逝世後，霍梅尼開始發聲。他抨擊政府腐敗、選舉舞弊及打壓傳媒和政黨，又指責政權忽視工商農民的經濟訴求、破壞國家的伊斯蘭信仰及出賣國家利益予外國。他稱「如果伊朗政府不切斷與以色列的關係，教士會反抗」，又反對世俗的民族主義分子，指「西方的科技發展和共產主義者的宣傳敗壞年輕人，伊朗人別無選擇，惟有加強人民的信仰」。在白色革命期間作為唯一一位公開批評沙阿的教士，霍梅尼成為反對派領袖。
在申訴和調解不果的情況下，霍梅尼呼籲杯葛白色革命的公投，引起沙阿的指責。沙阿與教士之間的分歧越演越烈，霍梅尼的支持者在公投的三天前發動示威，接下來的數天都持續動蕩。隨著德黑蘭、庫姆等城巿的局勢越來越不穩，沙阿政府逮捕了許多教士。霍梅尼隨後因再次批評沙阿而被捕及驅逐出境，他輾轉到過土耳其、伊拉克及巴黎，期間反思了自己的傳統觀點，吸納謝赫·法茲盧拉·努里在立憲革命時提出的「法基赫的監護」（教法學家的監護）思想，構思其伊斯蘭政策的「烏托邦」願景，從要求教士監督施政改為尋求教士直接管治。霍梅尼把他的理念都寫在《伊斯蘭政府：法學家的統治》一書裡，通過他的學生在伊朗國內傳播這些思想。

### 革命力量的形成
隨著霍梅尼的宣傳與越來越多人不滿沙阿，反對派的勢力漸趨龐大。霍梅尼把伊斯蘭革命塑造成解決社會不公的手段，爭取工人和貧民的支持，突顯出與沙阿注重「奢華排場」罔顧民生的做法不同。傳統商賈支持市場經濟，反對政府干預巿場。儘管因巴列維王朝時期的巿場私人化和經濟增長而得益，他們痛恨政府的經濟改革政策，特別是嚴格的物價調控措施會影響他們的利潤。在霍梅尼的幫助下，傳統商賈建立了聯盟，它很快便成為全國地下政治組織，宣揚霍梅尼的政治理念和為他籌集資金。
伊朗國內外的學生在二戰後的各個社會運動扮演著重要角色。大批在外國留學的伊朗學生十分關心政治，他們成立了伊朗學生聯合會等組織，這些組織是國外主要的反沙阿陣營宣傳機器，定期組織反沙阿的示威，霍梅尼的盟友阿布哈桑·巴尼萨德尔、易卜拉欣·亞茲迪及薩迪克·戈特布扎德都曾經參與過這些學生政治活動。國內的學生運動也孕育了許多革命領袖，伊朗的大學經常是舉辦反政府示威和罷工的場所，激進的伊朗人民敢死游擊隊組織及伊朗人民聖戰者組織都是由學生成立。
其他反對派還包括左翼、民族主義及民主主義政黨和組織。伊朗人民黨的目的是要建立民主的社會主義共和國，他們對霍梅尼等「開明教士」表示讚賞。民族陣線在1953年被取締後經歷了數次改組和分裂，部分繼續尋求建立世俗、民主的伊朗，部分則試圖與霍梅尼等教士建立合作關係。

## 序幕
1960年代的伊朗正值經濟高速發展期，沙阿提高石油產量，為國家營造更多的收入。政府的計劃是透過精英設立工廠、公司及農業綜合企業，讓這些財富「涓流而下」惠及平民，但事實上這些財富被截留在頂層，擴大了貧富差距。根據國際勞工組織，到1970年代前後，伊朗是全球收入最不平等的國家之一。此外，石油價格上漲引發了嚴重的通漲和失業問題，許多因城巿化而失去了土地的農民找不到工作。可是，穆罕默德·禮薩仍然維持奢華的生活方式，有時會不惜在一天內花費過百萬土曼，又會破費地在一年內多次出訪多國。人們積壓下來的種種不滿和接下來的一連串事件，最終導致伊斯蘭革命的爆發。

### 波斯帝國成立2500周年慶典

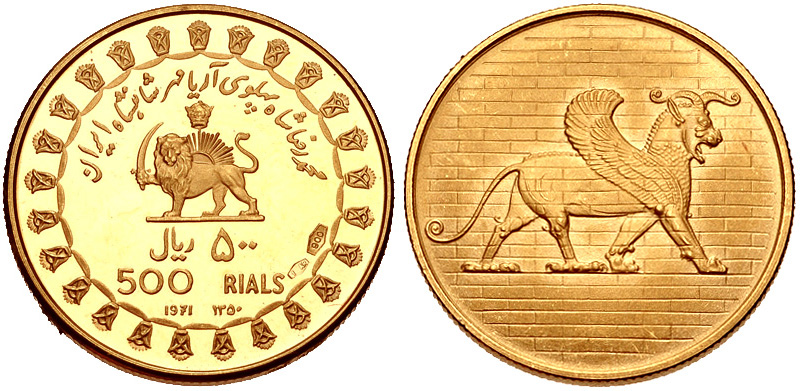
為波斯帝國成立2500周年慶典發行的紀念硬幣

雖然沙阿致力把國家現代化，但他在君權上卻走了老路，試圖把他的統治與古波斯連上關係。他決定要在1971年於古波斯的首都波斯波利斯舉行盛大的波斯帝國成立2500周年慶典，改寫歷史，把自己的統治塑造成是繼承古波斯國王，貶低伊斯蘭教的角色。
他廣邀外國貴賓出席，並在當地興建豪華的臨時住所，提供高級的法國餐點，估計耗資高達200至300萬美元，廣招國內外的批評。伊朗人普遍都認為慶典浮誇，甚至是腐敗之舉。文學家賈拉勒·艾哈邁德炮轟伊朗偽善，漠視人民仍生活在水深火熱之中和國家過度依賴外資，反而讚頌其君主政體的傳統。霍梅尼等批評者更聲言「任何組織和參加慶典的人都背叛了伊斯蘭教和伊朗民族」。
皇后法拉赫·巴列維在她的回憶錄裡指出，穆罕默德·禮薩對這些反對聲音不以為然，並提到事件是如何導向伊斯蘭革命：
|  | 縱使一些人（教士和大量地主）的反對與另一些人（學生和知識分子）的躁動分別來自光譜的兩極，但他們一同加劇了社會在1976年至1977年的不滿情緒，導致我們的離開和伊斯蘭共和國的誕生。不過在1971年，國王不在意這些反響：他認為在一個正在發生根本變化的國家，出現這種情況是正常。他對解放我們的社會、滿足人們的期望和調解矛盾取得的成果充滿信心。 |

### 1973年石油危機
由於美國及其他西方國家在1973年的贖罪日戰爭裡支持以色列，石油輸出國組織的阿拉伯國家對這些國家實施石油禁運，導致油價急升四倍，引發第一次石油危機。未有跟隨實施禁運的伊朗獲得龐大的收入，以便沙阿實施現代化的改革。沙阿的石油和經濟政策除了招致宗教領袖及民族主義者批評襄助帝國主義，亦造成經濟過熱和嚴重的通貨膨胀。伊朗作家薩塔雷·法爾曼法瑪揚提到石油危機對民眾的影響，她稱「沒有人能追上通膨……他們得不到他們想要的東西，但他們卻想要任何東西。他們慍怒而且煩惱，羨妒不安，覺得他們得不到應有的東西。」
此外，沙阿的家族成為石油出口的最大獲益者，而且國家收入與沙阿家族收入的界線變得模糊，使許多伊朗人都感到憤怒。至1976年，沙阿通過石油所得的收入累計達10億美元，其家族基金控制約30億美元及超過200家公司，遭指控貪腐及私相授受。

### 伊朗復興黨
沙阿在1957年仿效美國的兩黨制，授權成立兩個政黨，它們分別是代表保守派的民族主義者黨及代表自由主義的民眾黨。實際上，兩個政黨都忠於沙阿，被嘲諷是「點頭派」和「哈腰派」，並非協助政權發展民主政府的第一步，而是掩人耳目，令許多政治敏感的伊朗人不滿。儘管如此，那時的民眾可以自由加入兩黨及其他少數黨派，這些政黨有時會就經濟、社會等民生問題展開有重要意義的討論。
可是，沙阿在1975年宣佈成立復興黨，解散其他政黨，此舉的目的是為了成立一個「代表社會各階層和所有思想」的一黨組織，作為一個「政治和意識形態的基地，激發改革所需的公民意識」。沙阿又稱所有愛國的伊朗人都必須加入這個新政黨，拒絕加入者必然是心繫人民黨及反對政權，這些「叛國者」都必須入獄或立即離國。史學家阿巴斯·米拉尼指出，復興黨的主要擁護者是碌碌無能的斯大林主義者，但即使是表面上對沙阿唯唯諾諾的復興黨秘書長阿米爾-阿巴斯·胡韋達在私下都對這個主意予以嘲諷。
復興黨的成立引發了嚴重的後果，意味著國家開始進場干預傳統的中產階層和教士。復興黨解散了一直享有一定程度自治的商會，逼迫市集商人參加他們取而代之的商會。沙阿認為市集「不雅暴露」、「過時」及「狂熱」，他透過復興黨採取高壓政策，取締「蚤蟲橫行的市集」，又為了對抗通脹而控制商品的物價，組建巡察隊「無情地打擊市場牟利者、騙徒、囤積居奇者及失德資本家」。復興黨崇稱沙阿為「精神領袖」，大肆抨擊宗教領袖，在伊斯蘭教裡被尊稱為穆拉的知識分子被指是「中世紀的黑暗反動分子」。這些舉動都使原本立場溫和的伊斯蘭教學者轉而公開反對沙阿政權，他在後來亦承認「成立這個政黨是錯誤」。

### 修改曆法
為了慶祝巴列維王朝統治50年，穆罕默德·禮薩在1976年引入皇曆，取代以先知穆罕默德由麥加出走至麥地那的公元622年為始的伊斯蘭曆，改為以居魯士二世在公元前約560年建立阿契美尼德王朝為元年。穆斯林不滿巴列維摒棄伊斯蘭價值，美化居魯士二世，因為居魯士二世的統治早於伊斯蘭教出現，被伊斯蘭教法稱為「愚昧時代」。霍梅尼頒佈教令，禁用皇曆，他批評這是沙阿「在他的統治下做過最糟糕的事情，玩弄真主先知的尊嚴更甚於屠戮」。世俗反對派也擔憂沙阿的妄自尊大已進入一個新階段，專制統治變本加厲。由於大多數伊朗人都不用皇曆，沙阿在兩年後便予以廢止，重用伊斯蘭曆。

### 人權問題
外界開始關注伊朗政府打壓社會活動和反對派的情況，特別是薩瓦克對政敵的嚴刑拷打及處決。人權組織大赦國際在1975年詳細報導伊朗政治犯的處境，並稱「世界上沒有人權紀錄比伊朗更差的國家」。國際法律家委員會則在翌年指政府實施「系統性的嚴刑逼供」、「侵犯公民基本權利」。國際人權聯盟發公開信呼籲沙阿「改善伊朗惡劣的人權狀況」。
身在海外的伊朗人亦通過組織各種活動，表達他們對沙阿專制統治的不滿。伊朗學生聯合會及伊斯蘭學生協會在外國的大學派發宣傳物品、組織抗議靜坐、佔領伊朗領事館等活動，成為一股不可忽視的聲音。歐美報章報導薩瓦克對付海外的異見人士，並指批評政府的左翼人士、穆斯林及中產階級都成為他們的目標。美國參議員休伯特·漢弗萊亦關注到伊朗侵犯人權的行為，呼籲美國要與沙阿保持距離。
吉米·卡特在1976年競選美國總統時批評伊朗的人權狀況，並承諾當選後會著手處理，這促使一直與西方保持密切關係的沙阿進行政治改革。他釋放了數百名政治犯，允許紅十字國際委員會探訪監獄，並改革軍事法庭的審訊程序，放寬對傳媒的審查，但這些措施未能平息反對派，反而被他們認為象徵沙阿軟弱。卡特對人權政策的強調亦鼓舞了反對派採取行動，伊朗自由運動的領導人邁赫迪·巴扎爾甘稱「我們不相信沙阿的開明政策，但卡特的人權宣揚燃起了人們的希望，大大激發了革命熱情。」

## 革命爆發
到1977年5月，反對派的聲音變得更高亢和尖銳。有54位律師發表聲明，抗議政府修例削弱最高法院的權力，而民族陣線領導人卡里姆·桑賈比、沙普爾·巴赫蒂亞爾及達里烏什·福魯哈爾則呼籲結束沙阿統治及重歸1906年憲法。受到政權放寬打壓的刺激，許多本已沉寂的社會和政治組織重新活躍起來。除了民族陣線，一批文人重組已遭取締的作家協會，他們舉行公開的詩書會，讓詩人和作家朗讀他們的著作，用不同的意識形態角度表達反對政府的聲音。巴扎爾甘亦重建了伊朗自由運動，而轉為地下活動的人民黨也激活了他們在德黑蘭、阿巴丹和拉什特的秘密行動小組，印發黨刊。受到嚴打的左翼武裝組織伊朗人民聖戰者組織改變策略，加強滲透校園，而另一個转向馬克思列寧主義的游擊隊組織爭取工人階級解放鬥爭組織則深化工人運動，伺機起事。
同年6月及10月，把社會理論與伊斯蘭教結合的革命家阿里·沙里亞蒂及霍梅尼的兒子穆斯塔法因不明原因逝世，許多人都歸咎是薩瓦克所為。後來據阿布哈桑·巴尼薩德爾所說，事件激發霍梅尼陣營發動反沙阿示威，世俗反對派有機會展示他們與教士的團結。這是反對派的一個轉捩點，促使什葉派穆斯林成為革命運動的主導。
11月，警方驅散作家協會在阿里梅爾大學舉辦的詩書會，超過10,000名學生和參加者衝到街上，高呼反政府口號。他們與警方發生衝突，造成一名學生死亡及數十人受傷，約100人被捕，引發學生的大規模罷課，導致伊朗的主要大學停課。

### 《消息報》社論與庫姆事件

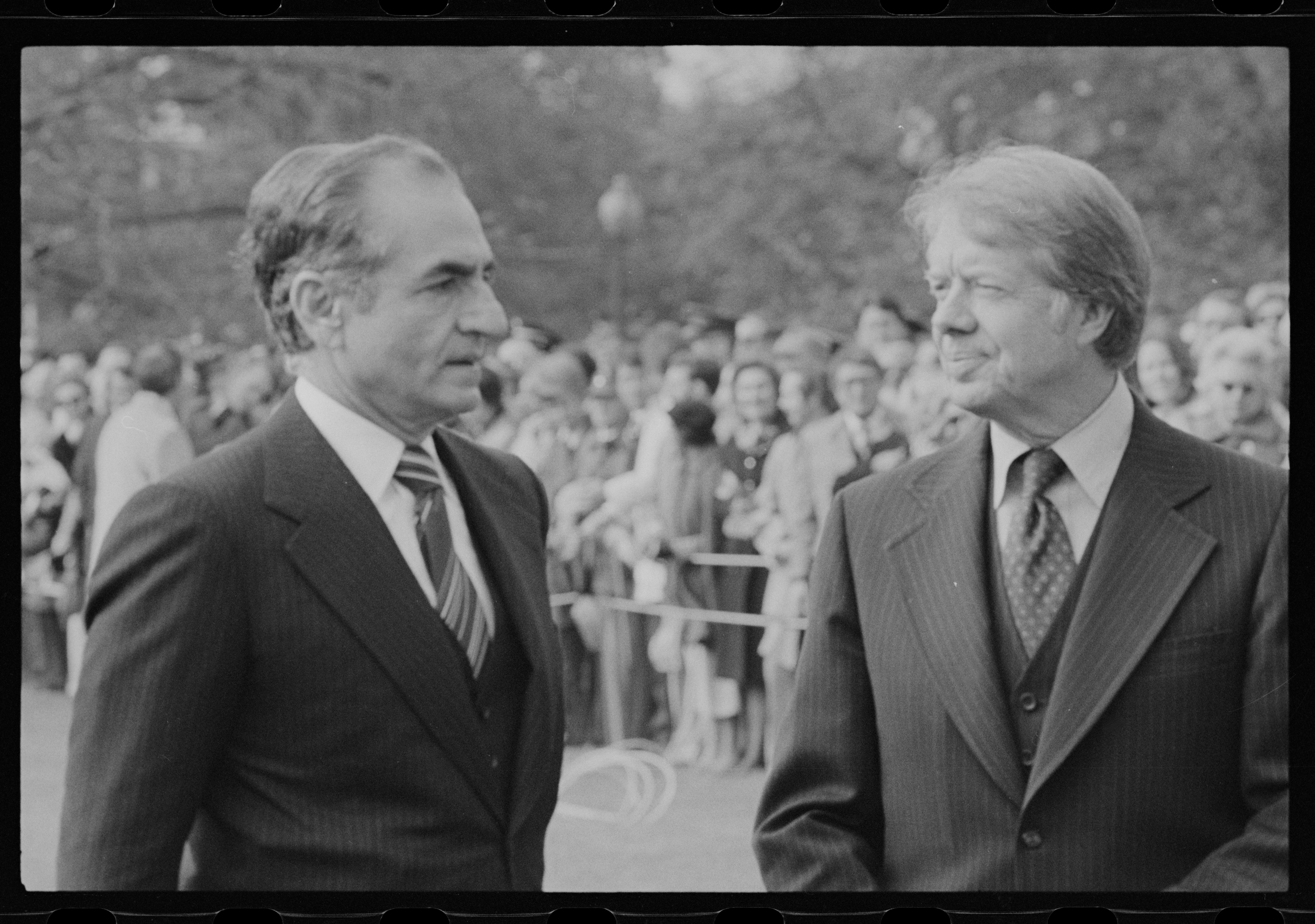
美國總統吉米·卡特與伊朗沙阿穆罕默德·禮薩·巴列維

美國總統卡特在1977年12月訪問伊朗，稱讚沙阿是「一位睿智的政治家」，「深受人民喜愛」，又稱伊朗「在全球動亂頻仍的一個地區裡是一座穩定的孤島」。霍梅尼等反對派批評，卡特只關注某些國家的人權，而這些國家對美國沒有任何軍事和戰略利益。反之，沙阿則確信他得到美國的堅定支持，他認為需要對反對派採取較強硬的態度，特別是霍梅尼。
在一星期後的1978年1月7日，德黑蘭日報《消息報》發表了一篇中傷霍梅尼和伊斯蘭教士的社論文章，標誌著伊斯蘭革命的開端。文章是在伊朗信息和通信技術部的指示下發表，譴責反對沙阿的伊斯蘭教士，指他們是反動分子，又指控霍梅尼是英國間諜，而且生活揮霍無度。
伊斯蘭宗教領袖認為發表這篇文章是政府策劃針對他們的動作，阿亞圖拉穆罕默德·卡齊姆·沙里亞特馬達里稱這篇文章「玷污了我們的信仰」，震驚伊朗所有穆斯林。庫姆有大量的穆斯林學生到處走訪，催促宗教領袖表達抗議。他們在街上與警方爆發衝突，要求當局道歉及容許霍梅尼回國，大罵政權是「耶齊德政府」，因為在什葉派穆斯林眼中，第六代哈里發耶齊德一世代表了罪大惡極。
據記者阿米爾·塔赫里報導，示威者在兩天後的1月9日襲擊及縱火焚燒銀行、女校、書店、政府官員寓所及兩家男女可以一起用餐的餐廳，並與警方爆發流血衝突：
|  | 到午後，群眾增至20,000人，當中以情緒激昂的神學生為首，他們信心十足地高喊「穆斯林，武裝起來，伊斯蘭教正面臨危難」的口號前往警局。面對迫近的憤怒民眾，警方大為緊張，他們在警局天台開槍……直至軍人在日落前趕到，恢復了秩序。 |

警方的數字是六死九傷，但反對派則指有20人死亡，超過300人受傷。沙里亞特馬達里譴責政府，並呼籲民眾在死難者逝世的四十天後罷工，到清真寺參加四十日節的紀念活動。庫姆事件耗盡了異見分子的耐性，引發更多的示威和流血事件，霍梅尼的支持者以捍衛伊斯蘭教為名統合了全國城鄉的伊斯蘭教士，革命自此後便染上了伊斯蘭色彩。

### 四十日節示威
在傳統上，死者逝世後的第四十天會舉辦悼念儀式。2月18日正是庫姆事件死難者的四十日節，伊朗各地民眾響應號召發起大規模的悼念遊行。在大不里士，到清真寺參加儀式的人們發現他們被警察包圍，一名學生被射殺。他們抬著他的遺體上街，高呼「沙阿去死吧」、「霍梅尼萬歲」等口號，襲擊及焚燒銀行、酒館、奢侈品商店、戲院及復興黨的辦公室。這些示威者具有清晰的政治目標，他們攻擊的銀行有皇室背景，又認為這些銀行違背伊斯蘭教禁止高利貸的教條及歧視小商戶，目擊者稱這些銀行失去了所有帳目，但「不失一分一毫」。政府調遣坦克和步兵應對，至少有9人死亡，125至300人受傷，700人被捕。這是伊朗自1963年以來最大的示威，沙阿解除了當地總督及警長的職務。
四十天後的3月29日，伊朗55個城市爆發示威，悼念大不里士的死難者，大部分都和平有序，但德黑蘭、伊斯法罕及亞茲德都演變成暴亂。在亞茲德，一位支持霍梅尼的激進教士在他的佈道裡強調忘我的犧牲精神，挑動群眾生事，造成三人死亡。反對派聲稱單是亞茲德便有超過100人被殺，霍梅尼、沙里亞特馬達里等宗教領袖再次呼籲群眾參加隨後的四十日節。
全國各地在5月10日爆發新一輪的四十日節示威，軍隊封鎖了德黑蘭的市集，又發射催淚彈驅散聚集人群。沙阿取消了外訪行程，密切注視局勢發展。在庫姆，警方闖進沙里亞特馬達里的寓所，殺死了兩名學生。當局稱這三輪示威造成22人死亡，反對派則稱250人死亡。

### 暫時緩和

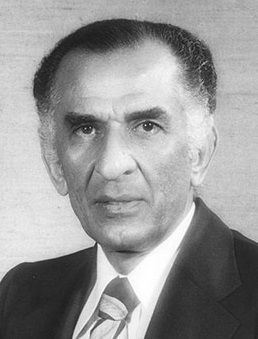
伊朗總理賈姆希德·阿穆澤加爾

連場示威出現死傷，使沙阿及立場較溫和的宗教領袖都有意緩和局勢。沙里亞特馬達里呼籲支持者不要再參加四十日節示威，並稱他不在乎沙阿是否執政，只想重建立憲政府。沙阿則採取多管齊下的手段應對危機，一方面以威懾方式打壓反對派，利用薩瓦克及復興黨屬下的復仇地下委員會及抵抗縱隊襲擊他們，包括毆打作家協會的成員、炸毀反對派領袖的辦公室等。
另一方面，他撤回了觸怒商人的反通脹措施，解散檢查物價巡察隊，釋放被指收費過高而被囚的商人，又取消國營市場的計劃。他亦試圖改善與宗教人士的關係，例如就侵入沙里亞特馬達里寓所致歉、重開庫姆的法茲雅神學院，並裁撤薩瓦克領導人內馬圖拉·納西里，承諾明年舉行真正公開的選舉。
以賈姆希德·阿穆澤加爾為首的新內閣開始一系列的調整和改革措施，旨在遏制通脹、放緩公共開支、增加房屋供應和改善物資短缺的問題。這些措施包括凍結薪金、新的稅制改革、逃稅查處、減少信貸、打擊土地投機及收緊公共開支，一般都認為是符合公眾利益。他的政策有立竿見影的成效，生活費用指數的上升由1977年的35%劇降至1978年首三季的7%。
這些政策似乎奏效，美國大使館報告在5月末指動亂已由過去數個月的每天數宗降至每週三至四宗。6月5日紀念1963年示威15週年的罷工、6月17日各地的示威及6月19日的四十日節都得以和平度過。

### 工人的加入
不過，阿穆澤加爾的經濟收縮政策導致低下階層面臨嚴重的失業，亦限制了年輕人和知識分子的就業機會，專業人士和基層工人對經濟失去信心，加劇了他們的不滿。在1977年，建築工人的就業人數達到90萬，佔勞動力的10%，但阿穆澤加爾政府削減了許多建築項目，他們的工資由日薪超過10美元下跌至7美元，部分求變的工人遂聯合中產階級參加革命。
到7月，大不里士有2,000名工人要求加薪及恢復停止發放的新年獎金，並要求改善居住環境。阿巴丹有超過600名清潔工罷工，要求加薪。貝赫沙赫爾則有1,500名紡織工人罷工，尋求自由的工會選舉。首次主要由工人參加的大型示威發生在7月22日的馬什哈德，一位死於交通意外的教士在當天舉行喪儀，有約一萬名工人送行。隨後演變成5月以來最嚴重的暴力衝突，導致40人喪生。大部分主要城巿在7天後舉辦悼念遊行，令多個城巿都爆發暴亂。
8月，伊斯法罕、設拉子及大不里士等地都動蕩不安。其中在伊斯法罕，阿亞圖拉賈拉勒丁·塔赫里因提出反對政府的言論而被捕，他的部分激進支持者向銀行、戲院及沙阿阿巴斯酒店投擲磚頭，令局勢升溫。示威的規模越來越大，達到一萬人。政府在10日予以鎮壓，實施戒嚴和宵禁，反對派指有數十名示威者被殺。

### 雷克斯戲院大火
在8月19日下午，位於阿巴丹的雷克斯戲院遭到縱火。由於出入口遭到堵塞，火災造成約370至477人死亡，包括許多婦孺。政府和反對派都互相指責是對方所為，儘管戲院在過去的示威裡往往成為穆斯林的攻擊對象，但鑑於當時的氣氛，許多人都認為是薩瓦克為了嫁禍宗教極端分子而為，後來的調查才發現，一個極端的伊斯蘭組織負有重大責任。當時正在上映的電影《鹿》被指是批判巴列維王朝，加深了人們的懷疑。當時正值沙阿計劃慶祝母親的生日，因此被指在伊朗舉國慟哭之際，皇室卻歌舞昇平。
翌日爆發了大規模示威，馬什哈德及庫姆分別有2萬及5萬名示威者。在阿巴丹，超過10,000人聚集悼念死難者，他們高喊「沙阿去死」、「沙阿必須滾」的口號。儘管凶手被捕，但公眾並不信服，事件令人們對沙阿及其政權的不滿轉變成痛恨。

### 黑色星期五

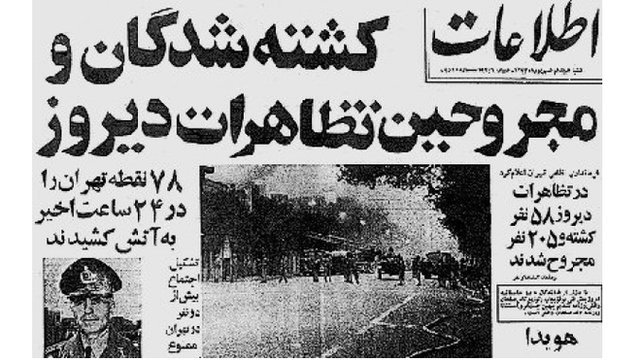
《消息報》對黑色星期五的報導

為了應對危機，沙阿作出更多的讓步。他任命有宗教背景的賈法爾·謝里夫-埃馬米出任總理，取代阿穆澤加爾。沙阿承諾伊朗很快便會是一個「西式民主國家」，除了伊朗人民黨，所有政黨都不會被禁制。政府又釋放了201名政治犯，進一步放寬審查，關閉賭場和夜店。埃馬米又裁撤了一些據指與巴哈伊信仰有聯繫的官員和軍人，政府雇員及軍人獲得大幅加薪。儘管這些措施暫時延緩了一觸即發的形勢，但人們卻認為這是進一步坐實了政權的過失。
埃馬米釋出善意，允計民眾在9月4日開齋節當天在指定地點和平地進行禮拜。可是，德黑蘭的群眾在活動結束後突然自發遊行，參加的人數越來越多，估計達到20萬至50萬人，他們向駐守在路邊的軍人喊道：「兵哥們，為何要殺害你的兄弟們？」這在當時是最大規模的示威遊行，顯示革命運動真正受到民眾歡迎，而不僅僅只是獲得社會少數極端分子支持。
在三天後的9月7日，民眾繼續上街示威，而且人數有增無減，氣氛變得嚴肅和激進，當天有示威者提出了新的口號，呼籲建立伊斯蘭共和國。在當晚，沙阿促使政府在德黑蘭及另外11個城市宣佈戒嚴，並實施宵禁。不過，不管是故意違反戒嚴令還是不知道戒嚴的實施，有約5,000名示威者在9月8日上街，他們在賈勒廣場與軍警爆發衝突。在警告無效的情況下，負責在德黑蘭實施戒嚴的戈拉姆·阿里·奧韋西下令軍人向人群開火，造成至少64人死亡，奧韋西稱軍方亦有約30人死亡。當天爆發了數次衝突，合共造成89位示威者喪生，被稱為「黑色星期五」，含義與1905年俄國革命的血腥星期日相約。
黑色星期五令反對派與政府徹底失去和解的機會，有旁觀者稱沙阿與民眾的鴻溝因黑色星期五與阿巴丹的戲院火災而變得不可逾越，支持霍梅尼推翻沙阿的呼聲更高。霍梅尼憤怒地稱「約4,000名無辜平民被猶太復國主義者所殺」，沙阿在內閣面前落淚，並訓斥了軍方。
事件沒有動搖美國對沙阿的支持，美國大使描述「群眾揮動棍棒、投擲石頭攻擊軍隊」，與目擊者的證言不同。美國總統卡特在戴維營致電沙阿，重申對他的支持。

### 大罷工
黑色星期五的慘劇迫使反對派的活動避免走上街頭，轉而以罷工的手段抗爭。德黑蘭煉油廠工人率先在9月9日罷工，爭取加薪及撤銷戒嚴令，伊斯法罕、設拉子、大不里士、阿巴丹的煉油工人及德黑蘭的水泥匠在數天內相繼響應。9月18日，中央銀行的員工聲稱有177位政要把合共超過20億美元的資金轉移到國外，包括總理埃馬米及奧韋西將軍。
單是10月，罷工的次數達到36次，並開始影響經濟。石油產業工人的罷工人數增至37,000人，令經濟陷入停頓，伊朗原油產量跌至只有正常水平的三分之一。罷工又蔓延至政府部門、郵政、法院、鐵路、醫院、電台和電視台、學校、中央銀行、巴士公司、酒店及市集，罷工的公務員達100萬人。除了經濟訴求，他們還提出政治主張，要求釋犯政治犯、解散薩瓦克及結束沙阿的專制統治。

### 沙阿的回應
11月初，學生在德黑蘭大學校園主門與保安部隊爆發衝突，造成多名學生死亡。學生在翌日衝出校園，破壞及縱火焚燒建築物，包括英國大使館，另有17家警局遭游擊隊襲擊。此外，加茲溫、阿莫勒、薩南達季等地的示威浪潮持續，促使沙阿要採取措施，以平定局面。

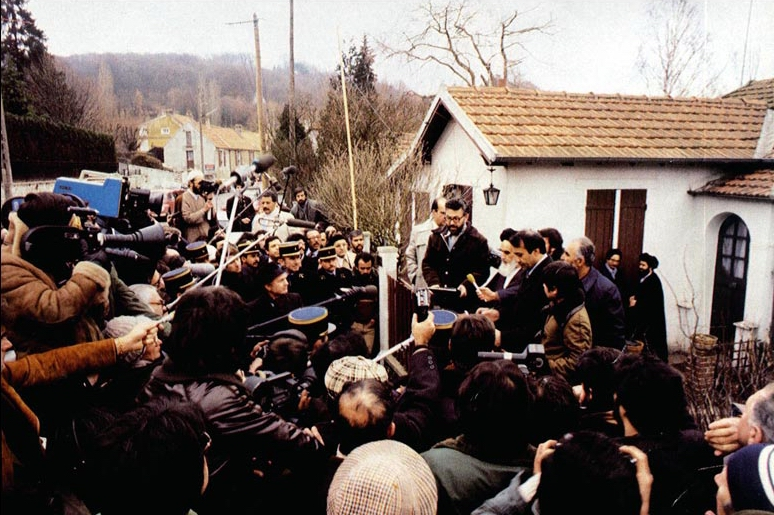
霍梅尼在諾夫勒堡被大批傳媒包圍。

在伊朗政府的施壓及伊拉克政府察覺到什葉派人口受到的影響之下，流亡伊拉克的霍梅尼遭到驅逐。霍梅尼在前往科威特等國不果後於10月6日抵達巴黎，沙阿的此舉不被認為是明智，因為霍梅尼在伊拉克的舉動受到監視和限制，然而來到巴黎後，他可以不受限制地接觸傳媒和反對派，宣傳革命意識。霍梅尼的言論通過電話，再經轉錄、複印傳達到伊朗各地，伊朗的反對派領袖紛紛飛往巴黎與他會晤，包括巴扎爾甘、桑賈比及福魯哈爾。正如學者沙烏爾·巴赫什所說：
|  | 霍梅尼在巴黎那時，伊朗主要的政治人物承認他統領反對派的地位，奠下了推翻君主制和建立革命政府的基礎。 |

沙阿又任命高級軍官戈拉姆·禮薩·愛資哈里出任新總理，試圖動用軍力逼迫罷工者回到工作崗位，但大部分的士兵都是出自農村或城鎮基層，他們亦無意支持沙阿，許多士兵都離開部隊，回到家人身邊，甚至變節加入到示威的行列裡。
另一方面，沙阿卻向反對派拋出橄欖枝。他宣佈特赦1,126名囚犯，逮捕被指貪腐的官員，並宣稱會繼續開放政治制度。前薩瓦克領導人納西里被控非法囚禁及濫用酷刑，遭起訴至軍事法庭。沙阿在全國電視講話當中表示他聽取了「革命訊息」，承諾會「彌補過失」，打擊貪腐和社會不公。不過，反對派並不賣帳。沙里亞特馬達里表示在戒嚴令及軍政府仍然維持的局面下無法展開談判，霍梅尼則在巴黎指如果沙阿聽取了革命訊息，他理應立即下台，接受伊斯蘭教法的審判，又動員民眾繼續抗議，直至「可鄙的君王」被扔進歷史垃圾堆。

### 穆哈蘭姆月示威
隨着霍梅尼的政治影響力越來越強，其他反對派不得不尋求與他合作。桑賈比無法說服霍梅尼接受有保皇派在內的聯合政府，只好支持舉行公投，建立以伊斯蘭教及民主為本的政府。巴扎爾甘領導的伊朗自由運動亦放棄漸進主義，發表聲明指大部分人民不接受沙阿，支持建立伊斯蘭政府。民族陣線及自由運動的讓步表明溫和派已把革命的主導權拱手相讓。
12月2日，正值伊斯蘭曆裡的穆哈蘭姆月，數以千計的穆斯林在參加宗教節慶的同時湧上街頭，表達他們對沙阿的抗議。他們穿上了白色壽衣，意味著他們已準備好因違背宵禁令而殉道，並展示標語請求霍梅尼回國，另一些人則在寓所的天台大喊「真主偉大」，接連三天的示威造成700人死亡。愛資哈里試圖降溫，他在12月5日的記者招待會表示，如果反對派承諾克制，他會允許他們在阿舒拉節遊行，又在翌日釋放早前被捕的桑賈比和福魯哈爾。
在12月10日及11日的塔蘇阿節和阿舒拉節，有五十萬至數百萬不等的民眾參加了這兩天的和平遊行。學者查爾斯·庫茲曼指「有1%全國人口參與的革命幾乎是聞所未聞，1789年的法國大革命、1917年的俄國革命及1989年的羅馬尼亞革命或許超過了1%，但在1978年12月10日及11日的伊朗卻有超過10%的人口參加了反沙阿的示威」。
12月末，罷工及流血衝突再次激化，軍事基地受到更頻繁的破壞，擅離職守的軍人也越來越多。美國的態度亦開始出現轉變，卡特政府開始考慮各種應對方案，外交官乔治·鲍尔評估沙阿無法維持君主專制，他必須把權力移交給向人民負責的政府。時任美國國務卿賽勒斯·萬斯提議與霍梅尼建立關係，但遭到主張全力支持沙阿鎮壓革命派的國家安全顧問茲比格涅夫·布熱津斯基反對。沙阿對美國的暖昧態度心生疑慮，但駐伊朗大使威廉·希利·沙利文向他表示決策權在沙阿自己的手上。

## 倒台
沙阿開始與溫和反對派協商，但民族陣線的桑賈比不想違背他與霍梅尼的協議。在12月30日，民族陣線的另一位領導人沙普爾·巴赫蒂亞爾卻接受沙阿的任命出任總理，條件是沙阿要把權力交給攝政委員會，並暫時離國。巴赫蒂亞爾憂慮革命導致共產主義者或伊斯蘭教士控制國家，他認為這樣可能會摧毀伊朗。
1月6日，巴赫蒂亞爾公佈他的內閣名單。巴赫蒂亞爾上台後公佈了一系列的開放政策，承諾舉行自由的選舉、解散薩瓦克、取消戒嚴令，並稱霍梅尼可以回國。
儘管巴赫蒂亞爾得到沙里亞特馬達里的支持，但霍梅尼在巴黎表示沙阿任命的任何政府都是非法，並成立伊斯蘭革命委員會，桑賈比及福魯哈爾把巴赫蒂亞爾開除出民族陣線，並指不接受沙阿繼續執政。沙阿在1月16日離國前往開羅，舉國歡騰。雖然沒有正式遜位，但他的離開實際上結束了他的37年統治，伊朗延續了2500年的君主政體告終。

### 霍梅尼回歸

霍梅尼返回伊朗

1979年2月1日，霍梅尼乘坐法國航空的波音747包機返回德黑蘭。數百萬人歡迎他的回歸，人群呼喊他為「伊瑪目」，這個稱號一般是指伊斯蘭教的領拜者，但在什葉派裡暗指了941年隱遁的第十二任伊瑪目，增添了神秘的宗教色彩。他在兩天後向巴赫蒂亞爾發出最後通牒，指如果他不辭職，將會面臨武力抗爭。
在巴赫蒂亞爾仍在任的情況下，霍梅尼在2月4日任命巴扎爾甘為臨時總理。他警告「任何反對巴扎爾甘政府的人都違反了神聖的伊斯蘭教法，將會受到嚴懲」，並指示所有政府僱員和軍人與新政府合作，採取行動反對臨時政府的人們「會被視為暴動，是褻瀆伊斯蘭教的罪行」。
巴赫蒂亞爾政府陷入癱瘓，無法正常運作。此時，霍梅尼的支持者在各地利用清真寺建立了許多臨時革命委員會，這些組織被認為是「打破中央權威和避免陷入無政府狀態的理想媒介」，亦鼓勵和協助不同社會階層在革命當中的協作。軍方擺脫了沙阿的控制後，逐漸不再聽命和支持政府，他們失去了與革命派作對的意志，減少出現在街頭。越來越多的軍人叛逃，加入革命派。
霍梅尼指示巴扎爾甘成立臨時伊斯蘭政府，又委託革命委員會與伊朗軍方的參謀長談判。他讚揚已投身革命的軍人，承諾會保護叛軍。

### 軍方宣佈中立

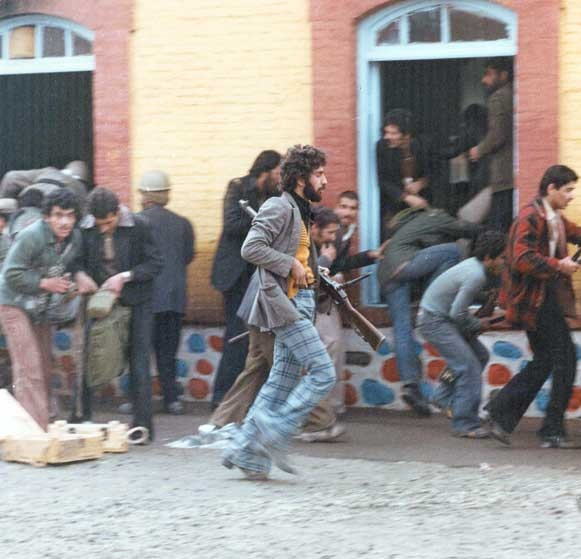
伊朗伊斯蘭革命武裝分子

2月9日晚上，德黑蘭附近杜森塔佩空軍基地的空軍技師轉投霍梅尼陣營，他們與帝國衛隊爆發衝突，大量左翼游擊隊、革命分子及其他叛軍趕至增援。他們擊敗了帝國衛隊，並佔領軍械庫，把武器分發給群眾。其他軍械庫、兵工廠及警局在翌日遇襲，估計有300,000件槍支被革命派奪走並分發出去。一份德黑蘭報章報導稱「從10歲兒童到70歲長者，數以千計的人們獲發槍支」，《紐約時報》亦指「自一年多前的政治危機開始後，首次有數以千計的平民在街頭拿著機槍和其他武器」。
2月11日，數千名武裝人員、游擊隊、人民黨黨員及叛軍襲擊警局軍械庫、帝國衛隊軍營、薩瓦克的羈留中心埃溫監獄、軍校及駐地。總參謀長在下午宣佈軍方不會在巴赫蒂亞爾與革命委員會之間選邊。電台在六點廣播道：「這是德黑蘭之音、真正伊朗之音及革命之音。」巴赫蒂亞爾辭去總理一職，與他的數名親信逃離伊朗。

## 霍梅尼的權力鞏固
霍梅尼在很久以前便有意以「法基赫的監護」的概念在伊朗建立伊斯蘭政權。可是，在沙阿倒台後，革命派當中的世俗主義者、馬克思主義者、自由主義者及溫和穆斯林都不認同由教士管治國家，更不要說是伊斯蘭教法學家。此時的霍梅尼還未完全掌控局勢，而且他和他的支持者沒有有效的手段管治國家，缺乏管理國家行政、工業、金融、軍事及其他機構所需的知識和經驗，因此他需要其他革命分子的支持。
他選擇巴扎爾甘出任革命政府的總理，切合了革命派大部分人的期望。巴扎爾甘是一位虔誠的穆斯林，同時是一位知識分子，他在過去30年一直堅定不移反對沙阿的政權，代表了一直爭取民主自由的知識分子及認同伊斯蘭價值和原則作為政治意識形態基礎的溫和穆斯林。巴扎爾甘的願景是建立一個具伊斯蘭教色彩的民主國家，把傳統與現代融為一體，但霍梅尼卻意圖把什葉派置於絕對領導權。巴扎爾甘曾經暗示自己不像霍梅尼一樣猶如一台摧枯拉朽的推土機，而是一輛「精致的客車」，必須要在平滑的柏油路上行駛。可是，霍梅尼對左翼更有戒心，也擔憂巴列維王朝可能會在美國的幫助下捲土重來，他需要巴扎爾甘及他的民主派協助確保革命成果。

### 打壓左派

伊朗人民敢死游击队组织的徽章

巴扎爾甘上任後需要恢復社會秩序，霍梅尼呼籲革命分子停止攻擊政府機關，遵從巴扎爾甘政府的命令上繳武器。不過，巴扎爾甘政府謀求建立民主政治，經濟上採取自由主義政策，與美國等西方國家保持友好關係，這與反帝國主義及尋求社會、經濟公義的左派相左。左派希望把大型產業國有化、還地於民，並輸出革命。左派游擊隊拒絕交出武器，因為他們聲稱要做好打破帝國主義陰謀的準備。按照其路線的不同，這些游擊隊和其他左翼黨派與伊斯蘭臨時政府及隨後的神權政府親疏有別，但最終都一律遭到打壓。
在革命後初期，伊斯蘭革命聖戰者組織及人民黨表態效忠伊斯蘭革命委員會，但伊朗人民敢死游擊隊組織卻指伊斯蘭革命委員會裡應包括參加罷工的工人，並警告「騎劫革命」會造成後果。人民敢死游擊隊組織把臨時政府裡的激進伊斯蘭教士及民族主義者視為資產階級，他們既不信任那些伊斯蘭教士，也認為後者是背叛革命的改革派。以反帝國主義為宗旨的人民敢死游擊隊組織並未因巴列維王朝的倒台而罷手，他們擔憂美國會協助沙阿奪回統治權，並且有謠傳沙阿藏身在美國駐德黑蘭大使館，於是他們在2月14日攻佔大使館，但政府在事隔兩小時後便把他們趕出去，革命委員會譴責了他們的行為。
人民敢死游擊隊組織指出，霍梅尼對伊斯蘭教法的理解及伊斯蘭運動需要持續與反帝國主義和反獨裁統治掛鈎，他們才會繼續支持他。他們又在2月20日呼籲支持者遊行到霍梅尼的寓所，霍梅尼則勸告公眾不要配合他們，批評他們的行為猶如「邪魔」和「土匪」，這些事件都反映「在沙阿離國後，伊朗的宗教勢力與馬克思主義者漸行漸遠」。人民敢死游擊隊組織在隨後分裂成多數派及少數派，前者移除了其游擊隊的定性，採取支持伊斯蘭政府的立場，但在1983年與人民黨一起遭到神權政府取締，後者則成為反對派。
與世俗的伊朗人民敢死游擊隊組織相比，伊斯蘭革命聖戰者組織卻利用伊斯蘭教來傳達左翼意識形態。雖然據領導人穆薩德·拉賈維所說，他們在初期獲霍梅尼及其盟友邀請加入伊斯蘭政府，但伊斯蘭革命聖戰者組織隱含反對伊斯蘭教士統治國家的訊息令霍梅尼抱有疑心，霍梅尼認為這在本質上是一個共產主義及反對伊斯蘭主義的組織，雙方最終無可避免地走向對立。伊斯蘭革命聖戰者組織指責掌權的伊斯蘭教士背棄了人民的民主盼望，卸下了早期的偽裝，並認定他們是反動分子。伊斯蘭教士則斥責伊斯蘭革命聖戰者是「偽信者」，並非真正的穆斯林，認為他們以馬克思主義沾污了伊斯蘭教。伊斯蘭革命聖戰者組織在1981年與神權政府攤牌，他們連同時任總統阿布哈桑·巴尼萨德尔鼓吹發動第二次革命，建立真正的伊斯蘭民主共和國，但遭到鎮壓，隨後逐漸式微。
在這些左翼黨派當中，人民黨最堅定支持霍梅尼，中央委員會總書記努爾丁·卡亞諾里誇讚稱「人民的警醒與霍梅尼堅實的領導能力是捍衛革命成果最可靠的保證」，因此在失去利用價值之前，他們得到霍梅尼的寬容。在1982年，蘇聯恢復對伊拉克供應武器，當時正值兩伊戰爭，這使得到蘇聯支持的人民黨成為政權嚴打的對象，卡亞諾里等人民黨的骨幹要在電視鏡頭面前承認叛國和一直為蘇聯刺探情報，導致人民黨解散。

### 清算巴列維政權
在沙阿倒台後，霍梅尼旋即成立革命法院，監管全國各地的臨時法庭。這些臨時法庭隨著各地的革命委員會而成立，用以審判巴列維王朝的多位主要官員。法庭的判決相當嚴苛，包括處決那些「令人沒齒難忘，對伊斯蘭教和伊朗犯下最嚴重罪行的人們」。這些地方法院對「反革命罪行」、叛國、失德等罪行均有審判權，由霍梅尼任命的革命檢察總長及革命委員會控制。法官都是霍梅尼親自挑選的教士，他們的判決不接受上訴。法庭的審訊過程只有數個小時，甚至數分鐘，可基於被告的聲譽予以判決，亦沒有辯護律師在場。

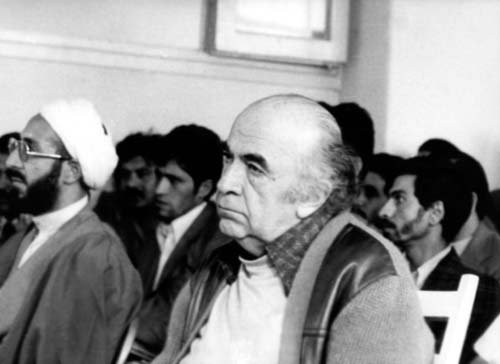
受審的伊朗前總理阿米爾-阿巴斯·胡韋達

首批遭到處決的軍官有實施戒嚴令的軍事指揮官邁赫迪·拉希米、前薩瓦克領導人納西里、空軍總司令馬努切赫爾·霍斯羅達德及伊斯法罕的軍事長官，許多參與落實戒嚴令和打壓革命活動的軍官亦陸續遭到處決、監禁或被迫退役。遭處死的政府官員則包括前總理阿米爾-阿巴斯·胡韋達、外交部長阿巴斯·阿里·哈拉巴里及教育部長和伊朗的第一位女部長法羅赫魯·帕爾薩。到1979年11月初，有超過500人遭革命法院處死。
通過清除巴列維政權的餘黨，霍梅尼掀起的恐懼壓制了內部的反對聲音，對鞏固政權起了重要的作用。

### 鎮壓庫爾德人
伊朗境內的庫爾德人把伊斯蘭革命引致的局勢不穩視為契機，尋求更大的政治權力。他們支持伊斯蘭革命及霍梅尼，以換取霍梅尼承諾庫爾德人可享有自治及可在制定新憲法的時候佔有一席之位，但這個協議一直沒有實現。馬哈巴德的一位遜尼派教士埃扎丁·侯賽尼號召各個庫爾德族部落的酋長和領導人召開會議，會議決定謀求庫爾德人的完全自治。他們提交了一個方案給德黑蘭政府，方案只把外交、國防和經濟策劃的權力交給中央政府，挑戰霍梅尼建立一個中央集權神權政府的願景。
霍梅尼曾經提議賦權予遜尼派少數民族，他們可在庫爾德人佔多數的地區設立宗教法院，但侯賽尼等庫爾德族領導人認為這未足以符合他們的自治訴求。庫爾德人與革命衛隊在馬哈巴德、薩南達季爆發流血衝突，期間左翼游擊隊與庫爾德人並肩作戰，更令霍梅尼擔憂共產勢力圖謀滲透和支解伊朗，像1946年的馬哈巴德共和國一樣扶植一個獨立的庫爾德族共和國，他認為這對革命政府構成威脅，使雙方更難和解。政權對庫爾德斯坦民主黨和庫德斯坦科馬拉黨控制的庫爾德人地區發動軍事行動，佔領多個城市，抵抗的庫爾德武裝分子退至鄉郊開展游擊戰，戰事逐漸平息。

### 革命衛隊
霍梅尼亦意識到，如果要建立一個伊斯蘭神權國家，他需要足夠強大的軍事力量，以壓制世俗主義者、自由主義者、共產主義者及左翼人士的反對。他憂慮常規軍隊會發動政變推翻伊斯蘭政府，事實上，卡特政府曾經試圖游說伊朗軍方推翻革命政府，因此他成立了伊斯蘭革命衛隊，它是一支獨立於常規軍隊的軍事力量。創立革命衛隊的穆赫辛·拉菲多斯特透露，革命派在革命初期探討是否要成立革命衛隊，大部分人都同意革命需要一支能保護自身的力量，因此革命衛隊是作為「他（霍梅尼）的神權統治的意識形態捍衛者及牽制軍方的可靠力量」，其主要目的是反革命，亦負責內部和邊境保安、執法及管轄飛彈。革命衛隊用於不對稱戰爭及非常規的軍事任務，如防範走私、監控霍爾木茲海峽及針對反政府勢力展開軍事行動。
儘管革命衛隊的成立是霍梅尼委任的革命委員會及巴扎爾甘領導的臨時政府共同決定，但它終究是革命委員會的基石，甚至會協助霍梅尼制衡臨時政府。臨時政府發言人阿巴斯·阿米爾-恩特扎姆率先在1979年2月宣佈革命衛隊建立的消息。到5月，霍梅尼頒佈成立革命衛隊的法令，幫助各地的革命委員會恢復社會秩序和實施伊斯蘭教法，又吸收其他的革命武裝分子，以防他們威脅政權。革命衛隊取錄了6000位曾經與沙阿政府作戰的戰士和曾經接受過游擊訓練的人，下轄作為民兵及預備軍的巴斯基。他們在隨後得到新憲法的賦權，並在鎮壓庫爾德人及扳倒巴尼薩德爾的事件當中扮演重要角色。

### 伊斯蘭共和黨
在霍梅尼回國不久後，他的支持者穆罕默德·貝赫什提、阿卜杜勒-卡里姆·穆薩維·阿德比利、阿克巴爾·哈什米·拉夫桑賈尼、穆罕默德-贾瓦德·巴霍纳尔、阿里·哈梅內伊等創建了伊斯蘭共和黨，以宣揚「法基赫的監護」神權政府概念。除此之外，伊斯蘭共和黨還打擊人民聖戰者組織和世俗主義者等政敵，在鞏固霍梅尼政權方面起了重大作用。
伊斯蘭共和黨聚攏了分散在各地、政府體制及民兵組織裡的霍梅尼支持者，透過宣稱反對資本主義、帝國主義和經濟壓迫爭取大眾的支持。它的角色是為了填補沙阿政權倒台後各種恆常組織的真空、延續革命和政治動員、維繫霍梅尼在革命後的領導角色及深化人民的伊斯蘭思想等。哈梅內伊認為，伊斯蘭共和黨是伊斯蘭共和國的底盤，又指這個組織可以捍衛政治制度、解決內部危機及推動政權前行，有至關重要的作用。
真主黨是它的分支執行機關，成員來自德黑蘭南部的貧民，他們是霍梅尼的狂熱崇拜者，獻身於伊斯蘭教，伊斯蘭共和黨標榜他們具備激進穆斯林的美德。他們在伊斯蘭共和黨的指示下阻撓世俗派系的游行示威，又洗劫反對派的書店和總部，破壞他們的政治活動，支配了政府、傳媒和革命衛隊。
一個叫建設聖戰運動的革命組織亦配合伊斯蘭共和黨及霍梅尼在鄉郊爭取支持及打擊政敵。它擁有數千名活躍分子，他們有不同的背景。建設聖戰運動在鄉郊開展宏大的開發計劃，改善鄕村的基建，提供農業支援、財政資助、教育及醫療服務，發動政治宣傳及傳教，又會組織集會，指責異見人士，試圖影響選舉結果。

## 伊斯蘭共和國的建立
革命後的伊朗應採用甚麼國名成為了一個具爭議性的話題，民主派及溫和派傾向於「民主共和國」，而左派則想採用「人民民主共和國」，但霍梅尼指伊斯蘭教本身已具民主概念，加上民主的前綴變成暗示伊斯蘭教是不民主的。霍梅尼亦藉此警告那些對伊斯蘭革命構成威脅的「西化知識分子」，表示民主是西方的概念，新的國名不會是「伊朗共和國」或「伊朗民主伊斯蘭共和國」，只會是「伊朗伊斯蘭共和國，一字不少，隻字不多」。

### 公投

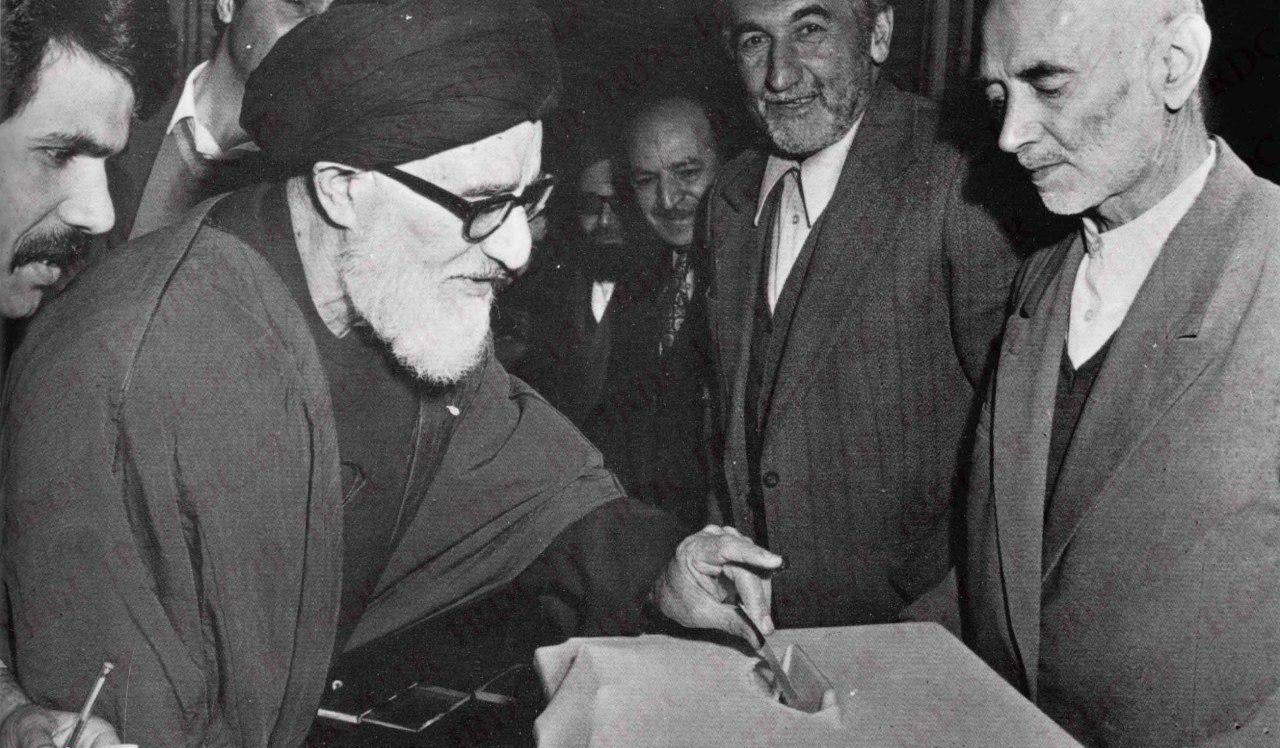
革命領袖馬哈茂德·塔萊加尼在1979年3月舉行的公投投票。

早在臨時政府成立的時候，拉夫桑賈尼已提到這個政府的職責包括「舉行公投以批示政權更迭」，因此霍梅尼在不足三個月後的3月30日及31日舉行公投，正式成立伊斯蘭共和國。所有16歲以上的伊朗人都可決定這個議題：「把舊政權（巴列維王朝）變更為伊斯蘭共和國，伊斯蘭共和國的憲法將交由公眾決定：是或否」。其他黨派要求公投的選擇應更加公開，但霍梅尼予以拒絕，並指民眾在反對沙阿的時候已經選擇了「伊斯蘭共和國」作為未來的政治體制。為了表達不滿，民族民主陣線、人民敢死游擊隊組織等左翼黨派杯葛了選舉，而人民聖戰者組織、人民黨、自由運動、民族陣線及共和黨及穆斯林人民共和黨都反對霍梅尼強迫民眾接受公投的選擇，但都呼籲支持者投贊成票。
民眾擔憂國內的局勢不穩及外國可能策動政變，再加上霍梅尼在當時極受歡迎，使公投議題得到壓倒性的98.2%贊成。超過90%合資格選民參加了公投，約有2,000萬人。霍梅尼宣佈4月1日為「真主政府的第一天」。

### 制憲
伊斯蘭共和國的憲法起草早在1978年已經開始，當時仍然身處巴黎的霍梅尼指派律師哈桑·哈比比及法學家布魯傑迪負責起草。深受法蘭西第五共和國的影響，哈比比草擬的憲法參照了這部1958年的法國憲法，賦予伊朗總統絕對的行政權力，並設立憲法監護委員會，審視議會通過的法律是否符合伊斯蘭教的教義。除此之外，草案未有給伊斯蘭教士指定任何具體的角色。在民主派的亞多拉·薩哈比的督導下，革命委員會進一步修改草稿，加入保障婦女權利的條文，包括容許她們出任公職，又平衡總統與總理的權力。
霍梅尼倡議的「法基赫的監護」未有體現在這份草稿裡，但他在這時似乎願意與民主派合作。霍梅尼只修改了兩項與婦女有關的條文，不允許婦女出任法官和總統。除此之外，憲法草案只需得到公投通過便可生效。這份憲法草案在6月18日公佈，但人民敢死游擊隊組織、人民聖戰者組織表明反對憲法草案條文過於保守，其他世俗和革命黨派亦盼望制憲議會最終可以通過一部達致真正民主的憲法。霍梅尼意識到他並未掌控大局，革命有產生民主政制的可能性，令宗教難以影響政治，因此他迅速作出調整。
他及支持者以國家處於「緊急、不穩、失序」狀態為由，認為不適合對憲法草案作出冗長的討論，並指這種局面需要迅速改變以保障「國家利益」，決定不設300名代表組成的制憲議會，轉而設立約75人組成的專家會議。專家會議在8月開始審議憲法草案，霍梅尼向專家會議表示「共和國的憲法及其他法律必須完全體現伊斯蘭教特色」。
專家會議在11月15日通過草案，交付12月2日至3日舉行全國公投。根據新憲法，霍梅尼會成為最高領袖，又增設12位教士組成憲法監督委員會，如認為議會通過的法案違背伊斯蘭教法，該委員會可否決法案。學者卡斯拉·阿拉比（Kasra Aarabi）分析稱，「『法基赫的監護』的概念把政治及宗教交託給什葉派教士，國家的所有重要決策都要接受最高宗教領袖的批核，這位最高領袖是監護國家的伊斯蘭教法學家，對國家擁有監管權，確保了國家自上而下實現伊斯蘭化」。
12月的憲法公投遭到溫和派的沙里亞特馬達里及穆斯林人民共和黨的杯葛，他們認為憲法引入的「法基赫的監護」制度抵觸國家主權。不過，公決仍獲超過98%的支持得以通過。

## 後續事件
伊斯蘭革命營造出一種利於表達進取、咄咄逼人姿態的氣候，令伊朗政治處處顯露某種特定的言行模式。這種政治氣候與1918年至1922年俄國布爾什維克政權的戰時共產主義相似，革命活躍分子汲取了伊斯蘭教的歷史和法律，把訊息通過伊斯蘭教信條和什葉派千禧年主義宣揚出去。受伊斯蘭激進主義和反西方主義盛行的影響，伊朗自視為在全球掀起伊斯蘭革命及抗衡西方文化侵略和美國霸權的先驅和堡壘，這種思想體現在後續的伊朗人質危機和兩伊戰爭等事件裡。

### 人質危機
奉行民族主義的伊朗總理摩薩台在1953年遭英美的情報部門聯手推翻，時至1979年，在伊朗激進分子的眼中，美國駐伊朗大使館不是美國官員正當執行外交工作的場所，而是「間諜巢穴」。美國總統卡特在1979年10月23日批准被迫流亡的沙阿禮薩·巴列維到美國尋求庇護，那些激進分子認為美國「准許沙阿入境美國意味著美國針對革命策劃了新的陰謀」，並指出如果不迅速作出行動，那就等於示弱，像美國這樣的超級大國將可以干預任何國家的內政。他們認為佔領大使館並脅持人質的行動是捍衛革命不受美國干涉的反應，阻止敵對情報人員策動妨礙伊朗民族自決的政變。

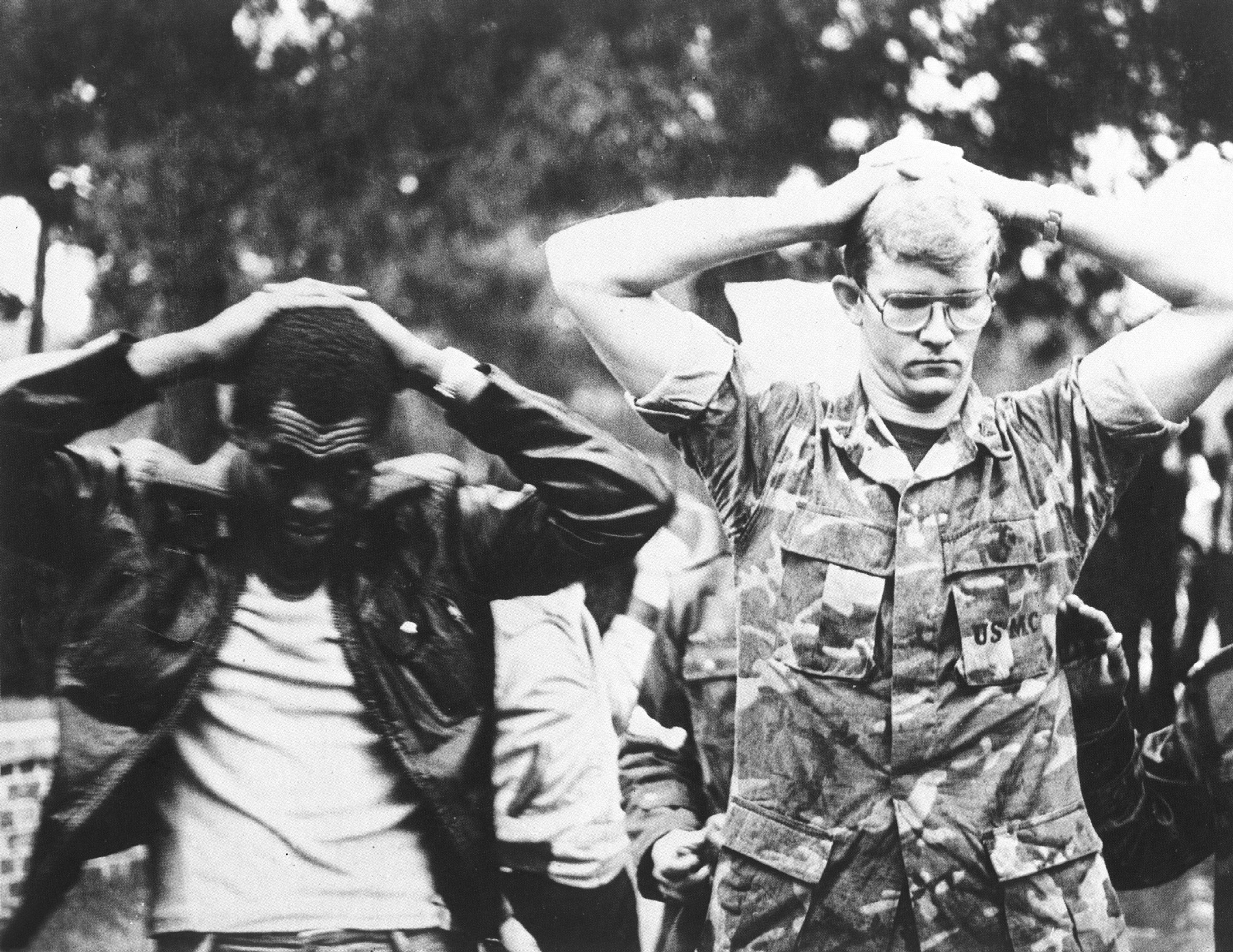
在伊朗人質危機期間遭脅持的兩名美國人

於是在11月4日，約400位自稱「伊瑪目的門徒」的大學生攀越美國駐伊朗大使館的圍牆佔領大使館，開始為期444天的人質危機，脅持者稱為「第二次伊斯蘭革命」。為了抗議霍梅尼不下令那些激進分子釋放人質，巴扎爾甘攜內閣辭職，支持霍梅尼的派系承認他們借機趕走巴扎爾甘及民主派，因為「他們偏離了伊瑪目（霍梅尼）的路線」。霍梅尼亦承認他利用人質危機來獲取政治利益，他向當時臨時政府的外交部長巴尼薩德爾談及支持脅迫人質的好處：
|  | 我們把人質攥在手裡，留待我們整頓好內政後才釋放他們。事件已經令人們團結一致，敵人不敢對我們採取行動。我們可以輕而易舉地把憲法交給人民投票通過，並實行總統及議會選舉。當我們做好這些事情後，我們便可以釋放人質。 |

在人質危機期間，脅持者選擇性地公開大使館的文件，以便忠於霍梅尼的伊斯蘭教派系清洗和恫嚇政敵，他們稱「美國中央情報局可對伊朗政府施加重大的影響力」，拉夫桑賈尼隨即附和稱「大使館的文件揭露臨時政府對伊瑪目及革命派圖謀不軌」。霍梅尼亦趁機為接下來的選舉定調，他表示「如今面臨一個想摧毀我國的撒旦國家，不要讓伊斯蘭教的敵人實現他們的夢想，動搖伊斯蘭共和國的根基」。在抵禦外敵的大旗下，伊朗成功透過公投通過了新憲法，又選出了伊斯蘭共和黨佔多數的議會。
正如霍梅尼所說，人質危機在伊斯蘭教士除去了政敵後才得以結束，當時身為議員及伊瑪目的門徒精神領袖的穆罕默德·穆薩維·霍伊尼哈表示：
|  | 我們的努力大獲成功，自由主義者試圖把持國家機器，但被我們打敗。我們迫使巴扎爾甘政府辭任，革命之樹茁壯成長。 |

### 壓制反對派
巴尼薩德爾在1980年1月當選首任伊朗總統，他是霍梅尼的親密盟友，但他發現當選總統並沒有讓他得到相應的權力，一些經精心挑選的原教旨主義教士、革命委員會及伊斯蘭共和國才是真正的統治者。他覺得霍梅尼成為了獨裁者，拋棄了革命的信念。巴尼薩德爾相信宗教學者應在政府裡扮演間接的角色，讓專家官員領導政府。他與哈梅內伊、拉夫桑賈尼、貝赫什提等教士的衝突持續不停，又未能取得霍梅尼的支持。1981年6月21日，巴尼薩德爾受到議會彈劾而遭到罷免，他在其後逃到巴黎成立伊朗反抗力量全國議會，在海外發聲反對伊朗政府。

#### 關閉報社
在革命後，霍梅尼背棄開放政治的承諾，並攻擊傳媒。他表示傳媒應該宣揚伊斯蘭教的理想，避免不一、不和、不滿的內容，揚言要打斷涉及叛國和協助外國人的筆杆。霍梅尼在1979年呼籲杯葛全國最大的日報《未來人民報》，指責該報的立場偏頗，激使一些立場強硬的宗教分子襲擊《未來人民報》的分社，政府最終在8月初關閉了《未來人民報》。《世界報》的22位編輯在數天後遭到禁制，引發報章的大多數編輯罷工抗議，政府隨即肅清《世界報》編輯，記者胡桑·阿薩迪指「《世界報》的傳媒從業員在三個月內幾乎全數被辭退，其中包括伊朗最出色的一些傳媒人」。
臨時政府又在1979年8月7日公佈新聞法，所有刊物都要事先獲得政府部門的許可才可發行，兩周內共有超過20個出版刊物被臨時政府禁刊，許多報章和全部諷刺時弊的刊物都在1981年前後關閉，其中一些轉到國外發行，如《小哥》（Asghar Agha）、《哈吉巴巴》（Haji Baba）及《暴君》（Taghut）。巴尼薩德爾營辦的《伊斯蘭革命報》（Enqelabah Eslami）及親自由運動和巴扎爾甘的《平衡報》亦相繼關閉。
一輪對新聞自由的壓制觸發民族民主陣線在8月12日發起支持新聞自由的大型示威，但真主黨襲擊示威者，造成多人受傷，民族民主陣線在翌日遭到取締。

#### 穆斯林人民共和黨
穆斯林人民共和黨是沙里亞特馬達里在大不里士成立的政黨，立場較伊斯蘭共和黨溫和。該黨批評革命委員會無法無天，要求政府與世俗黨派合作，支持新聞自由。在憲法公投前，沙里亞特馬達里指出新憲法所指的憲法權力歸於人民與「法基赫的監護」形成衝突，足以使他的許多支持者卻步。電視台為了避免他的言論帶來影響，在播出的電視片段上動了手腳，只播放沙里亞特馬達里認為新憲法合乎伊斯蘭教法的部分，隱去了他的批評。此舉誤導造成了沙里亞特馬達里的一些支持者在公投裡投贊成票的錯舉，他們要求收回選票。
沙里亞特馬達里深受阿疆拜疆人的支持，大量阿疆拜疆人杯葛憲法公投，導致在庫姆的霍梅尼支持者襲擊沙里亞特馬達里。大感震怒的大不里士人在1979年12月攻佔當地電台、電視台、政府辦公室及空軍基地，支持霍梅尼的軍人與叛軍爆發衝突。霍梅尼指責叛亂是「叛國賊」、「傀儡」及「在美國和其他地方接受外國指使的謀犯」所為。戰事在1980年平息，政府承諾給予阿塞拜疆人更大的自治權，但同時又重拳鎮壓，處死了一些叛軍，軟禁沙里亞特馬達里，穆斯林人民共和黨最終遭到取締。

### 文化革命
革命後的新政權為了建立一個伊斯蘭教為主導的社會，開始向教育系統和大學施壓。禮薩汗在20世紀初引入的新式教育體制一改過往由宗教學校把持的舊制，現代的大學成為了傳統教育模式的威脅，新政權的掌權者不信任大學，認為它們是服務帝國主義者，是伊斯蘭教的敵人。伊斯蘭議會發言人吳拉姆-阿里·哈達德-阿德爾斥責西方人在伊朗建立大學的目的是「鼓吹政教分離，宣揚世俗主義」。此外，巴列維王朝的大學成為政治啟蒙之地，使大學不僅是一個學習的場所，還成為引發政治討論的中心，這種情況一直延續至革命後，伊斯蘭共和國於是發動文化革命，確立政權在政治和文化上的領導地位。
霍梅尼在1980年3月21日的納吾肉孜節發動文化革命，他強調有必要「在伊朗的所有大學發起伊斯蘭革命」，以「清洗受東方和西方文化影響的教師」，「在大學創造健康的環境，以供學生學習伊斯蘭知識」。在霍梅尼的指令下，伊朗的大學在1980年春季開始關閉，又組成文化革命委員會。委員會負責訓練和挑選在大學授課的教師、學生的取錄及伊斯蘭化大學的環境。教職員和管理層須同意承擔伊斯蘭化的任務，否則面臨解僱。教育機構裡的伊斯蘭學生組織扮演著重要的角色，對教職員和學生施壓。
4月18日，革命委員會向左派發出最後通牒，勒令他們撤出大學，但除了伊朗人民聖戰者組織，其他黨派都沒有如期撤出。巴尼薩德爾在數天後帶領一些伊斯蘭學生進駐德黑蘭大學，在革命衛隊的支持下，霍梅尼的支持者與大學裡的左派學生爆發衝突，造成多人死傷。大學在三年後重開，受到嚴密的監控。在革命後的五年內，全國有超過一半的教授失去了工作。學校要採用新的教科書，並採取性別隔離措施授課。

### 兩伊戰爭

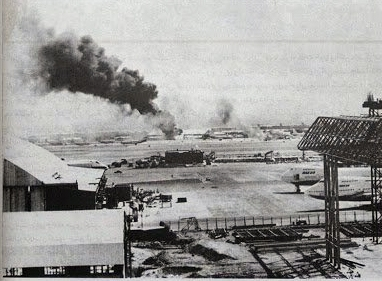
德黑蘭梅赫拉巴德國際機場在兩伊戰爭期間遭到伊拉克空軍轟炸。

霍梅尼的激進宗教思想不僅排斥中東政治秩序，還認為穆斯林受到國際大國的「壓迫」。他的理想是建立以伊斯蘭教為本的世界秩序，屆時的穆斯林社群將會超越國界限制。伊朗是唯一建立了「真主政府」的國家，因此它作為穆斯林社群的核心自帶神聖的使命，在全球宣揚伊斯蘭教。霍梅尼提到他們會輸出革命，直至「萬物非主，唯有真主；穆罕默德是真主的使者」的呼聲傳遍世界。
伊拉克的薩達姆·侯賽因認為伊朗伊斯蘭革命既是威脅又是契機。作為伊朗的鄰國，伊拉克的人口以什葉派為主，但統治者卻以遜尼派為主。薩達姆擔憂伊朗什葉派的革命餘熱不僅動搖他的統治，還會影響伊拉克作為遜尼派世俗國家的定位。與此同時，他又看到德黑蘭的局勢混亂，認為這是推翻伊朗神權政府和重奪舊領土的機會，特別是他早已有吞併胡齊斯坦省的打算。此外，伊朗軍方剛剛經歷了清洗和劇變，加上人質危機令西方停止對伊朗軍售，都加強了薩達姆的決心。
長達八年的兩伊戰爭在1980年9月22日爆發，伊拉克揮軍入侵伊朗。薩達姆本以為可以輕易結束戰事，但他發現自己掉進了戰爭泥沼，伊朗人似乎把他們的革命熱情轉移至戰場前線。德黑蘭的伊斯蘭教士利用兩伊戰爭鞏固政權，打壓政敵。霍梅尼認為這場戰爭鞏固了革命的根基，向世界展示了革命的力量和伊朗「與西方在文化和意識形態上的分野」。
學者埃夫拉伊姆·卡什認為兩伊戰爭是伊斯蘭革命最直觀的結果。他指出，儘管伊拉克是發動戰爭的一方，但戰爭的爆發和血腥的戰事持續了八年都是伊朗革命政權一手造成。他又表示，這樣的發展與法國和俄國革命相似，它們的意識形態都以顛覆原有的政府體制為宗旨，同時由於精銳的軍事組織瓦解，裝備落後、訓練不足的民兵取而代之，令一些實力相近的勢力看到機會的出現，訴諸武力解決外來的威脅，1792年至1793年的法國大革命戰爭及1918年至1920年的協約國武裝干涉俄國內戰都是如此。

## 傷亡
革命的傷亡人數有爭議性，伊斯蘭共和國憲法聲稱有「超過60,000名殉道者」、「100,000人受傷」，但學者斯潘塞·C·塔克認為這是霍梅尼政權為了宣傳作用而大幅誇大的數字。殉道者和退伍軍人事務基金會委託記者埃馬迪丁·巴吉調查革命真正造成的人命傷亡，根據他的估算，有2781名示威者在1978至1979年被殺，約75%的傷亡都發生在德黑蘭。驗屍官辦公室及德黑蘭主要的墓地貝赫什特-扎赫拉公墓分別識別到895位及768位殉道者，查爾斯·庫茲曼指出這個估算可能偏低，但即使加大數倍，仍難以切合大量人群面對機槍火力所造成的死傷。據目擊者所說，革命後期在貝赫什特-扎赫拉公墓的日常示威已欠缺真正的殉道者以作抗爭，示威者只好利用死於意外或疾病的遺體。相對南非的反種族隔離運動，庫茲曼認為伊朗伊斯蘭革命的死傷人數顯著較低。
伊朗史學家阿巴斯·阿馬納特同樣表示伊斯蘭革命的暴力程度非常低，特別是在革命初期。他指出當時的革命派和目前的伊斯蘭共和國大幅提高了數字，但他個人估計死亡人數不足1,000人，原因是巴列維政權在使用武力時保持克制。不過，他同時認為革命政府在1983至1989年間在獄中秘密處決了數千名左翼人士及人民聖戰者組織的成員，如果計算在內，截至1989年為止的總死亡人數接近10,000人。鑑於什葉派對殉道和復仇聖戰的強調，阿馬納特表示「暴力並沒有廣泛蔓延在革命法院、革命衛隊及據復仇法例訂罪以外的地方令人意外」。

## 影響
伊朗在1979年的政權更迭和伊斯蘭憲法的採用是政治和社會改革的一次大膽嘗試。霍梅尼和他的支持者建立了神權國家，顯著改變了伊朗的面貌。革命的成功催生出一種政治思想，它認為未來世界將會按照伊斯蘭教的規則來整治。伊斯蘭分子展示出他們有能力推翻強而有力的現行秩序，建立以伊斯蘭教為本的「真主政府」，伊斯蘭世界的大部分地區都受到了衝擊。塞繆爾·P·亨廷頓等學者認為伊朗伊斯蘭革命後基督教與伊斯蘭教在價值觀和社會規範上的衝突會加劇，形成「文明衝突」。
伊朗伊斯蘭革命被視為是20世紀最重要的歷史事件之一，對國際局勢的平衡起了重大的作用。在冷戰白熱化之際，戰略位置重要的伊朗成為外國角力的要地，但伊斯蘭革命響亮地向這些專橫的外國勢力提出異議，以「既不靠西，亦不倚東」的立場不向東方共產主義及西方帝國主義勢力屈服，改變了伊朗原本消極的外交政策。

### 國內政治局勢

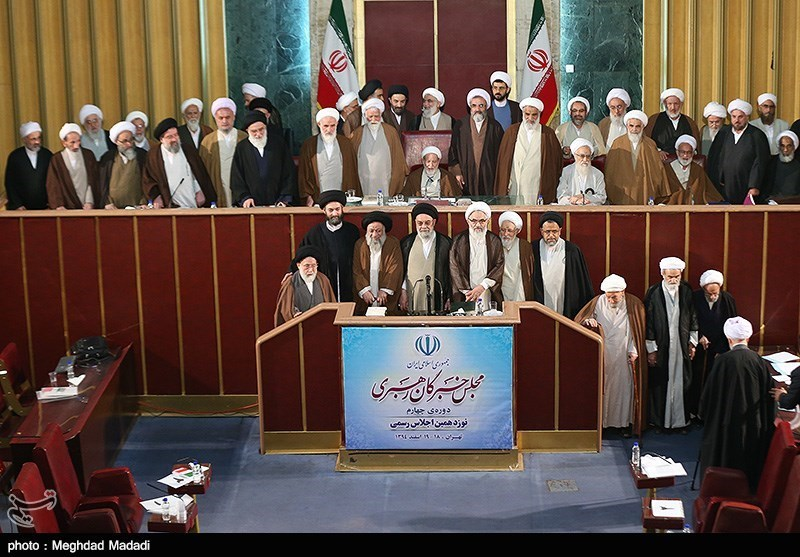
第四屆專家會議議員

革命後建立的伊朗伊斯蘭共和國結合了神權統治與共和制度，是伊朗和什葉派歷史上的創新政體。霍梅尼以教法學家的身份成為了監護者和國家最高領袖，是第一位擁有伊瑪目頭銜的政治人物，他在政治和宗教上的尊崇地位在伊朗和什葉派史上也是史無前例。作為最終的決策者，最高領袖有權宣戰、調動軍隊及罷免高級官員，包括司法部門、國家電台及電視台和伊斯蘭革命衛隊的首長。憲法監護委員會、專家會議及確定國家利益委員會是具宗教色彩的國家監管機構，它們都是最高領袖的權柄。共和性質則主要體現在伊斯蘭議會身上，它是國家的立法機關，享有緊急狀態、貸款及年度預算的審批權，可以彈劾政府高官。
在1989年，霍梅尼在逝世前下令修改1979年憲法，以解決最高領袖與其他教法學家、總統與總理、憲法監護委員會與伊斯蘭議會的權力衝突和緊張關係，大幅增加最高領袖的憲政權力。這次修憲把總統解決權力糾紛的職能移交給最高領袖，又增加了確定國家利益委員會和憲法監護委員會的權力。阿努西拉萬·埃特沙米等學者形容這些改動「在憲法及實質上把最高領袖置於共和國的權力核心，其他國家機構都以其為核心運轉」。
在這種新的政治體制下，革命後的政治秩序仍未穩固，各方爭相競逐政制第二梯隊的權力。繼溫和派在1979年遭驅逐後，以拉夫桑賈尼為首的務實派在霍梅尼逝世後取代了激進派，後者在1990年代被當時冒起的強硬派趕走。議會的情況亦相若，在1992年的第四屆議會選舉中，老革命派不是被憲法監護委員會取消資格，便是未能當選，邁赫迪·卡魯比、阿里·阿克巴爾·穆哈沙米普爾等影響力較大的議員都失去了議席。
什葉派政權執政後把歧視宗教少數族群合法化，迫害穆斯林以外的其他宗教信徒。伊朗國內有大量巴哈伊信徒，儘管他們一直都受到迫害，但革命後大規模和全面的迫害卻有詳盡的文獻紀錄，他們屢遭騷擾、不公平的逮捕和監禁，公民權利受到限制。曼達安教承辦的學校不獲教育部認受，學生難以升學。

### 社會發展
儘管革命的主因是政治訴求，但經濟訴求和謀求建立一個更平等的社會亦是不能忽視的原因。人們的這些訴求主要體現在伊斯蘭共和國的憲法及伊朗在革命後的社會經濟發展政策當中。憲法的第三章提到教育和社會福利等個人權利，第29條提及衛生、失業和退休等社會保障措施應透過公帑或私人和公眾集資來落實，而第30條則明確提到國家應提供免費至中等及高等程度的教育。政府通過五年計劃和年度預算撥款來實現憲法希望達致的社會公義，實現社會公義成為革命後各個政治黨派的熱議話題，以爭取公眾支持。在《伊斯蘭共和國的2025年願景》裡，「妥善的收入分配」、「平等的機會」和「扶貧」依然是政府公共政策的重點。
宗教領袖認為成家立業是伊斯蘭教頌揚的德行，因此政府推行鼓勵人們盡早結婚的措施，並把男女的適婚年齡分別調低至15歲及13歲。伊斯蘭政權致力改善農村基建，興建了大量的橋樑、學校、清真寺、醫院及公共浴場，取悅在革命當中發揮重大作用的低下階層，許多農村獲得潔淨的水源和電力供應。醫療及教育條件得到顯著的改善，初生嬰兒的死亡率大幅下跌，中學入學率由革命前的40%升至兩伊戰爭後的74%。
不過，政府同時又改變前朝的西式現代化政策，使伊朗轉變成「社會各方面的裁決準則由伊斯蘭教定斷」的國家。除了革命歌曲和宗教音樂以外的流行音樂和舞蹈遭到全面的禁制，新的文化審查制度禁止色情暴力和浪漫愛情電影播映。可是，隨著年輕一代的伊朗人通過互聯網和衛星電視接觸世界，他們傾向反抗政府的文化管制政策，採納與之相違的服飾、髮型，愛慕紋身、穿孔、地下派對及塗鴉。學者賈里德·科漢（Jared Cohan）形容派對不僅是伊朗年輕人的消遣娛樂活動，還是表達意見和反抗意志的場所，「他們喝的每滴酒、脫下的每件頭巾、聽的每個西方流行音樂節拍、沉醉其中的每分鐘都是對政權的反對和社會抗爭，這是他們消極的革命」。

### 經濟發展
石油產業工人參與罷工癱瘓了伊朗經濟，引發第二次石油危機。伊朗的石油出口在1979年12月停滯，令全球石油市場陷入恐慌，恐慌性的購買把現貨價格推高150%至每桶34美元。第二次石油危機導致全球國內生產總值下跌了3%。儘管新政府試圖擺脫對石油的倚賴，但伊朗經濟在革命後的十數年內依然與石油收入緊密相連。因通脹導致政府的石油收入減少，革命後的伊朗陷入經濟衰退，失業率高企，在750萬非農業勞工當中，估計有200至300萬人失業。根據伊朗工業和礦業部的數字，與革命前比較，1980年春季只有59%的工業機器仍然運作，而且只保持80%的產能。
根據新憲法，以「不符合伊斯蘭教法」取得的財產都是非法，國家充公了數千家企業和大量的財產。基於革命引發的不穩局勢，數以十億美元計的流動資金外逃。那些充公得來的資產撥歸政府和慈善信托管理，國有化蠶食了原本的自由競爭和市場經濟。這些國營企業及慈善信托為了履行革命使命，向社會上有需要的群眾和貧民提供低息貸款、養老金及其他形式的財政援助，革命衛隊的一些分支亦以「捍衛共和國革命價值」為由參與經濟活動。在兩伊戰爭後，儘管總統拉夫桑賈尼及繼任的穆罕默德·哈塔米致力於去國有化，時至今天仍然有86％的國內生產總值是政府控制的企業產出，其餘14％在名義上是私有經濟活動，但實際上許多都受到慈善信托控制。
在1980年代末，伊朗的經濟政策轉趨務實。1989年至1999年的第一個和第二個五年計劃都以長遠的經濟增長和削減財政赤字為目標，不再大談打擊物質主義、倡導節約消費的經濟模型和建立無階級的社會，重心轉向對抗通脹、提振就業、鼓勵與外資成立合資公司、加大電力供應、廢止配給制和補貼措施等。

### 婦女事務
伊斯蘭革命是伊朗史上首個吸引到不同社會階級、不同意識形態和不同文化背景的婦女大規模參與的社會運動，證明了她們在社會和政治上的重要性。她們在示威活動裡穿戴頭巾和傳統的黑袍，象徵了什葉派的意識形態和文化，團結對抗沙阿政府，但這種刻板的形象無助於提升婦女地位。

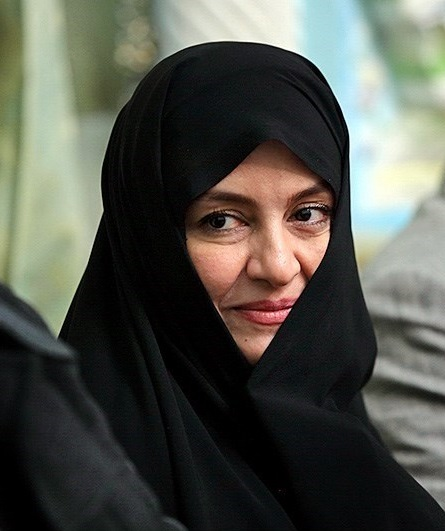
穿戴卡多爾（伊朗式披風蓋頭）的伊朗女演員梅里拉·扎雷

伊朗社會在革命後重歸男性主導的秩序，伊斯蘭教法採納傳統的法學觀點解讀女權和家庭法，導致性別不等制度化。賦予婦女權利的1967年家庭保護法被廢止，婦女在公務和私人領域上的權利倒退。婦女須遵照伊斯蘭教的著裝要求，必須佩戴頭巾，她們在離婚和子女監護權上受到限制，亦不得從事與司法相關的職業。民眾必須遵守性別隔離措施，教科書須反映性別的傳統觀點，又引導女學生修讀適合其性別的專業。對世俗婦女而言，霍梅尼激進的伊斯蘭化政策背叛了她們的貢獻，她們在參與革命的時候受到讚譽，但在隨後卻要求她們留待家中，一些婦女團體尋求捍衛女性權益而發起了抗議。
雖然如此，新憲法在某程度上保障婦女和母親的權利，為她們開闢了要求獲得更大權利的途徑。婦女有參選和投票權，參選伊斯蘭議會的女性候選人比例由初期的不足4%上升至2004年選舉的接近10%，前一屆的議會選舉有65%的女性投票。婦女獲得更多接受教育的機會，入學率在男女性別上的差距收窄，2015年獲取錄入讀公立及私立大學的女學生佔總數的42%。大量在兩伊戰爭期間義務勞動的女人在戰後投入勞工市場，與革命前相比，1990年代初就業的伊朗婦女比例明顯大增。

### 輸出革命
革命後的伊朗試圖輸出革命，並把它寫進新憲法，明確表明「在國內外繼續革命的必要根據」。憲法的序言提到「與其他伊斯蘭和社會運動一起抗爭，準備建立單一的世界共同體」，誓言會繼續鬥爭，解放世上所有受到剝削和壓迫的人民。不過，研究伊朗外交政策的拉馬扎尼卻指出「輸出革命的適當手段不明確」，學者大衛·曼納希利亦在他的著作裡提到霍梅尼的伊斯蘭政府並沒有統合穆斯林社群的藍圖。霍梅尼、哈梅內伊、米爾-侯賽因·穆薩維及拉夫桑賈尼主張動用軟實力輸出其革命政策和理念，侯賽因-阿里·蒙塔澤里則提倡強硬手段，包括動用政治和軍事手段支持其他國家的革命派。
黎巴嫩成為伊朗輸出革命的第一個目標，它與伊朗一樣在國內有大量什葉派穆斯林。許多黎巴嫩什葉派穆斯林加入革命衛隊設於貝卡谷地的訓練基地，革命衛隊在當地的主要目的是協助黎巴嫩人發起聖戰，驅逐佔領黎巴嫩和巴勒斯坦的以色列人，並在黎巴嫩建立伊斯蘭國家。受伊朗伊斯蘭革命的鼓舞，一批伊斯蘭極端分子在1979年劫持麥加大清真寺，南非的穆斯林亦投身參與反種族隔離運動。與伊朗政權有聯繫的科威特什葉派宗教領袖在當地宏揚伊朗革命的緣由，呼籲科威特進行改革。此外，伊朗亦被指在1981年支持巴林國內的伊斯蘭派系策動政變推翻阿勒哈利法家族的統治。
伊朗把真主黨在黎巴嫩站穩陣腳並以之作為對抗以色列的前線視為是輸出革命的重大成果。受到影響的海灣國家擴闊了政治參與的門路，他們在文化上追根溯源，向伊斯蘭教靠攏以抵抗西方的影響，司法系統亦以伊斯蘭教法為基礎，學者穆希丁·梅斯巴希（Mohiaddin Mesbahi）認為這些都是伊斯蘭革命的創舉。不過，輸出革命政策也嚴重損害了伊朗，不僅導致伊拉克在1980年入侵伊朗，還使地區和國際勢力支持發動戰爭的伊拉克，進一步破壞伊朗與阿拉伯鄰國的關係。

### 外交關係
伊斯蘭革命後，伊朗最高領袖根據「法基赫的監護」享有全面的國家監督權，除了內政，最高領袖還監督外交政策的所有進程和決策。即使國際社會只與總統打交道，而沒有接觸最高領袖，後者依然有最終的決定權。這在第二任最高領袖哈梅內伊的領導下更加明顯，學者吉納維·阿卜杜指出「最高領袖阿里·哈梅內伊長年處心積累削弱總統在外交事務上的權力」。
霍梅尼的外交政策具濃厚的伊斯蘭革命色彩，他支持激進分子佔領美國大使館，又試圖把革命輸出到其他海灣國家，支持當地的什葉派穆斯林制造不穩，這種政策在區內受到反制，導致海灣阿拉伯國家合作委員會的成立及美國奉行「雙重圍堵」的外交策略。伊斯蘭革命和國際對兩伊戰爭的反應意味著「危機管理和邊緣政策長期成為伊朗外交政策的元素」。在霍梅尼逝世後，伊朗的外交政策轉趨務實，停止了輸出革命，並試圖與鄰國建立友好關係。

#### 與美國的關係

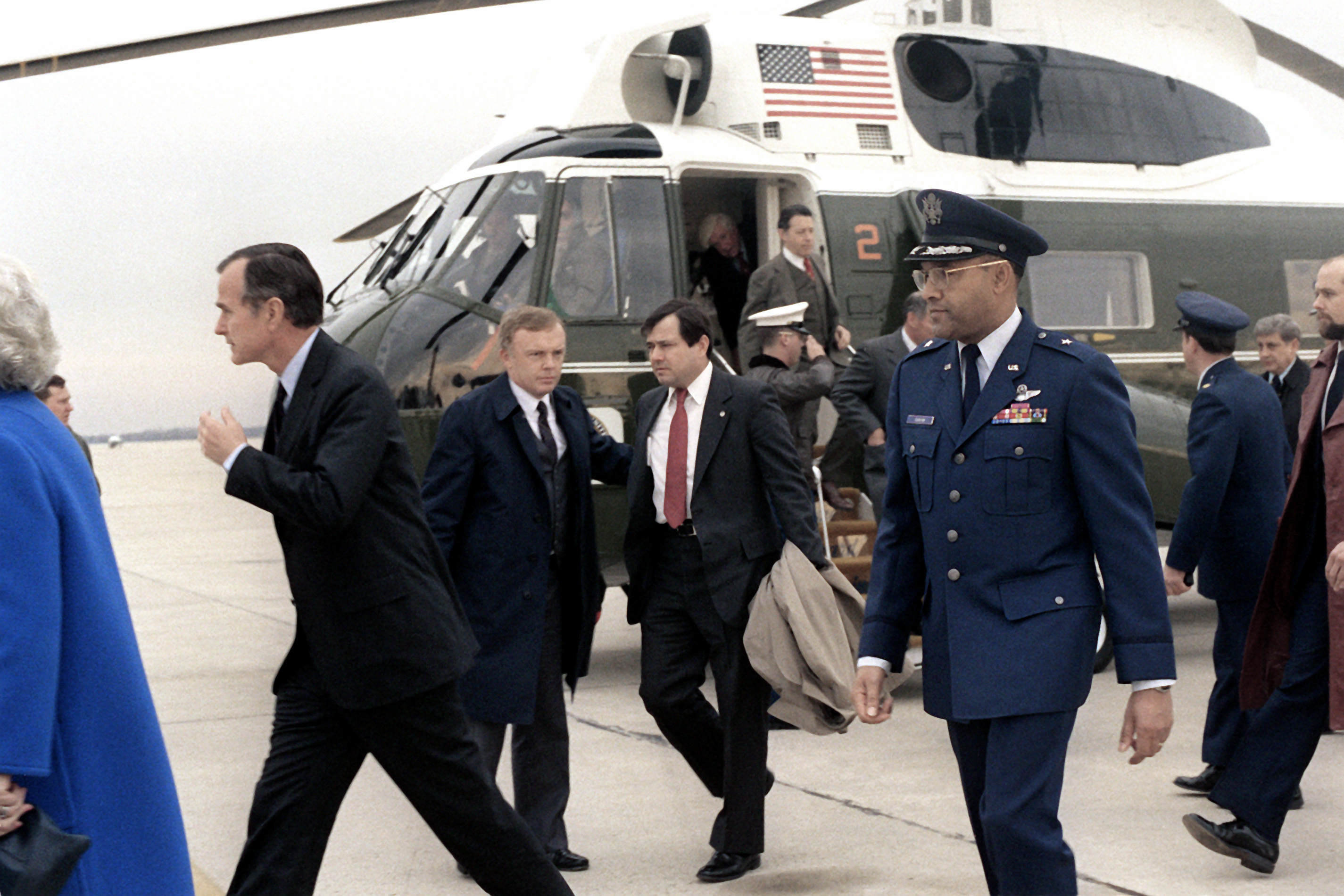
1981年，時任美國副總統的喬治·布什迎接在伊朗遭劫持的人質回國。

由於不滿流亡的沙阿到美國就醫，一些激進的穆斯林闖入美國大使館引發人質危機。美國拒絕引渡沙阿回伊朗，霍梅尼認為美國收容壓迫伊朗人的沙阿是暴行，忽視伊朗人的感受，因此支持脅持人質，事件導致雙方的外交關係中斷。原本的伊朗是美國在中東的主要代理人，但事後卻變成美國在區內的主要敵人，作為對人質危機的回應，美國凍結了伊朗的資產，並實施禁運等措施。自1971年英國撤出後，美國總統理查德·尼克松在中東奉行雙柱政策，即倚仗伊朗及沙特阿拉伯維護美國在波斯灣的利益，但人質危機喪送了這個政策，華盛頓轉而提出名為卡特主義的外交政策，在必要時不惜用兵悍衛美國在波斯灣的核心利益。
美國在隨後的兩伊戰爭支持薩達姆，提供外交、情報和物資上的支援，伊朗報復美國的干預，採取一系列的敵對措施，包括在黎巴嫩綁架美國人。喬治·布什在總統就職演說上稱「好意可報以善行」，令人對美伊關係改善抱有希望，伊朗亦釋出善意，伸出援手協助解救在黎巴嫩被綁架的人質，又在1991年的海灣戰爭保持中立，但這些舉措沒有換來布什政府的正面回應，反而遭受美國的打壓，令伊朗對改善雙邊關係更消極和冷淡。這種誤解和不信任成為隨後許多次雙邊交往的典型特徵，包括伊朗核問題談判。

#### 與蘇聯的關係
伊朗在歷史上是俄國向南擴張與西方國家的地緣政治和經濟利益之間的緩衝地帶，其領土完整在很大程度上倚賴大國把它定位為緩衝區的共識。伊朗對蘇聯的擴張和威脅一直保持警惕，因此即使伊斯蘭革命採取反美的立場，它亦沒有與蘇聯走得太近。隨著美國鞏固它在波斯灣的權力及它與伊朗的關係在1980年代惡化，米哈伊爾·戈爾巴喬夫領導的蘇聯符合伊朗的利益，伊朗寄望它正常發揮制衡美國的作用，同時表現出較低的侵略性。從蘇聯的角度來看，它原本並不希望巴列維政權倒台，因為沙阿穩定的長期統治有利於蘇聯與伊朗保持有利的經貿關係，但當蘇聯發現沙阿無法維持他的統治後，它試圖利用伊朗革命的不穩局勢從中牟利，透過與其關係緊密的人民黨重塑伊朗的政治格局，就像阿富汗的人民派和旗幟派一樣。
兩伊戰爭大大影響了蘇伊關係，蘇聯在初期支持伊朗，停止對伊拉克售武。不過，當伊朗在1982年春季反攻伊拉克後，不希望伊拉克遭逢重大軍事失利的蘇聯恢復對伊拉克售武。在漸轉敵對的環境下，伊朗下令削減蘇聯大使館外交人員的數量，後來更指責蘇聯外交官從事間諜活動。人民黨成為眾矢之的，最終遭到取締。莫斯科在1983年公開譴責伊朗未能與伊拉克和談。直至停火後，兩伊戰爭及其餘波繼續成為蘇聯與伊朗爭論的焦點。

#### 與其他國家的關係

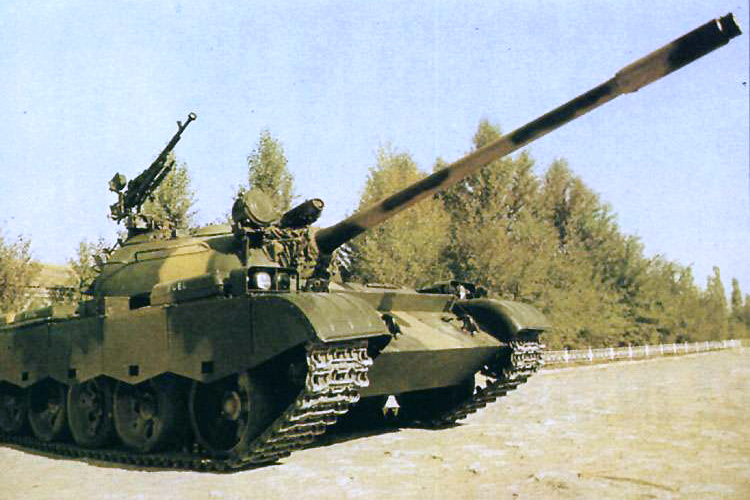
中國向伊朗出售的69-II式坦克

伊朗人認為英國分別協助禮薩汗及美國中情局在1921年及1953年發動政變，因而聲譽掃地，霍梅尼曾經把英國稱為一頭「帝國主義的老狼」。由於英國大使館遇襲，倫敦在1980年撤回了大部分駐伊朗的外交人員，並在人質危機後支持對伊朗實施經濟制裁，但對美國倡導的對伊朗禁運則沒有積極參與。雙方的關係在隨後一度緩和，英國在兩伊戰爭裡保持中立，又容許伊朗在英國的私人武器市場交易。1989年，英國作家薩爾曼·魯西迪的小說《撒旦詩篇》被指褻瀆伊斯蘭教先知穆罕默德，霍梅尼下達了追殺魯西迪的教令，英國拒絕伊朗要求撤回支持該書的要求，導致雙方的外交關係中斷，雙方在1997年後才逐漸重建關係。
至於西德、意大利、法國等其他歐洲國家，由於他們對伊朗政治和軍事上的干涉不如英國密切，加上他們不以冷戰思維看待伊斯蘭革命，不認為革命成功意味著西方失去了伊朗，伊朗也意識到它不能同時對抗美國和歐洲，因此他們仍能與伊朗保持經濟合作關係。
亞洲及非洲方面，埃及總統穆罕默德·安瓦爾·薩達特歡迎流亡的沙阿入境埃及，加上他決定與以色列簽訂《以色列-埃及和平條約》及指責伊朗支持和訓練非法的伊斯蘭組織，導致伊朗與埃及交惡。伊朗試圖輸出革命及影響海灣國家的內政，亦使它與阿拉伯鄰國的關係惡化。在美國的強壓下，日本減少了從伊朗進口石油，並對伊朗實施了經濟制裁，但仍竭力保持著與伊朗的經貿關係。1978年华国锋访问给伊朗给伊朗民众留下了中国支持巴列维王朝的印象，因此伊斯兰革命后中伊关系冷淡。但之后，由於同樣顧忌蘇聯的威脅，伊朗與中國建立友好關係，在難以從西方獲取軍備的情況下，促使伊朗與中國和北韓達成軍售協議。

## 引用
網頁
1. ↑  . Iran Chamber Society.   [2010-06-21]. （原始内容存档于2011-06-29） （英语）.
2. ↑  . Iranian.com.   [2010-06-21]. （原始内容存档于2010-06-29） （英语）.
3. ↑  . fsmitha.com.   [2010-06-21]. （原始内容存档于2016-10-10） （英语）.
4. ↑  William Branigan. . Washington Post. 1978-08-20  [2021-10-04]. （原始内容存档于2021-10-04）.
5. ↑  . Time. 1979-02-12  [2010-06-27]. （原始内容存档于2011-06-04） （英语）.
6. ↑  C. R, Jonathan. . Washington Post. 1979-12-10  [2021-10-20]. （原始内容存档于2021-10-20）.
7. ↑  . 大公网. 2015-03-23  [2019-02-10]. （原始内容存档于2019-02-12）.

文獻
1. ↑  Hassnain（1989年），第27页
2. ↑  Amirahmadi & Entessar（2002年），第190-191页
3. ↑  Danopoulos & Watson（1996年），第214页
4. ↑  Syed，Akhtar & Usmani（2011年），第348页
5. ↑  Piddock（2006年），第34页
6. ↑  Kurzman（2005年），第1-2页
7. ↑  NOWnews今日新聞. . NOWnews今日新聞. 2025-06-20  [2025-06-22] （中文（臺灣））.
8. ↑  . BBC News 中文.   [2025-06-22] （中文（繁體））.
9. ↑  王慶民. . 獨立評論＠天下. 2022-10-05 （中文）.
10. ↑  . RFI - 法國國際廣播電台. 2018-01-06  [2025-06-22] （中文（繁體））.
11. ↑  蔣真（2009年），第47-52页
12. ↑  Buchan（2013年），第285-287页
13. ↑  IBP, Inc（2012年），第48页
14. ↑  Arjomand（1981年），第293-316页
15. ↑  Povey（2016年），第70页
16. ↑  Ansari（2012年），第45-46页
17. ↑  Moaddel（2005年），第41页
18. ↑  Pirzadeh（2016年），第146页
19. ↑  Mandaville（2010年），第180页
20. ↑  Holt，Lambton & Lewis（1977年），第619页
21. ↑  李娜（2017年），第60-64页
22. ↑  Deutschmann（2015年），第155页
23. ↑  Leonard（2013年），第863页
24. ↑  Haggett（2002年），第2044页
25. ↑  Mueller（2020年），第114-115页
26. ↑  Keddie（2006年），第73-104页
27. ↑  Adle（2005年），第482页
28. ↑  Habeeb（2012年），第38页
29. ↑  Ismael（2015年），第161页
30. ↑  Gasiorowski & Byrne（2015年），第xiv页
31. ↑  Hastedt（2014年），第243页
32. ↑  Smith（2003年），第140页
33. ↑  Koch（2015年），第182页
34. ↑  Hough（2014年），第41页
35. ↑  哈全安（2001年），第134-143页
36. ↑  雷頤（2004年），第60页
37. ↑  Milani（2018年），第42-43页
38. ↑  Curta & Holt（2016年），第938-939页
39. ↑  Omid（2016年），第30页
40. ↑  Kamali（2018年），第145页
41. ↑  Berlatsky（2012年），第4页
42. ↑  Juergensmeyer & Roof（2012年），第662页
43. ↑  Willett（2003年），第32页
44. ↑  Adib-Moghaddam（2014年），第212页
45. ↑  Kalder（2018年），第267页
46. ↑  Abrahamian（2021年），第425页
47. ↑  Sharifi（2013年），第156页
48. ↑  Anderson & Herr（2007年），第756页
49. ↑  Adib-Moghaddam（2014年），第33页
50. ↑  Willett（2003年），第42-43页
51. ↑  Adib-Moghaddam（2014年），第35页
52. ↑  Adib-Moghaddam（2014年），第41页
53. ↑  Shaw & Demy（2017年），第454页
54. ↑  Goldberg（2011年），第97页
55. ↑  Cataldo（2009年），第159-160页
56. ↑  Tamadonfar（2015年），第169页
57. ↑  Willett（2003年），第42页
58. ↑  Milani（2018年），第62页
59. 1 2  Keddie（1995年），第69页
60. ↑  Parsa（2000年），第97页
61. ↑  Zahedi（2001年），第128页
62. ↑  Abrahamian（1982年），第457-461页
63. ↑  Abrahamian（2008年），第140-141页
64. ↑  Benjamin（2007年），第896页
65. ↑  Spellman（2006年），第299页
66. ↑  Dareini（1998年），第51-52页
67. ↑  Wagner（2010年），第47-48页
68. ↑  Wagner（2009年），第48-49页
69. ↑  O'Connor（2015年），第81-83页
70. ↑  Takeyh（2021年），第196页
71. ↑  Rahimi（2021年），第81页
72. ↑  Steele（2020年），第109页
73. ↑  Harmon & Todd（2009年），第32页
74. ↑  Pahlavi（2005年），第215页
75. ↑  Kelly（2010年），第42页
76. ↑  Morady（2020年），第42-43页
77. ↑  Farman-Farmaian & Munker（1993年），第278页
78. ↑  Gelvin（2011年），第297页
79. ↑  Takeyh（2021年），第132页
80. ↑  Afkhami（2009年），第222页
81. ↑  Amuzegar（1991年），第274页
82. ↑  Zahedi（2018年），第154页
83. ↑  Milani（2011年），第382页
84. ↑  Abrahamian（2008年），第151-152页
85. ↑  Ruthven（2006年），第337页
86. ↑  Sanderson（2015年），第55页
87. ↑  Daneshvar（2016年），第74页
88. 1 2  Buchan（2013年），第142页
89. ↑  Rubin（2015年），第80页
90. 1 2  Molavi（2010年），第13-14页
91. ↑  Ehteshami（2017年），第23页
92. ↑  Abrahamian（2021年），第499页
93. ↑  Amanat（2017年），第710页
94. ↑  Daneshvar（2016年），第95-96页
95. ↑  Tomlinson（2018年），第67页
96. ↑  Alvandi（2016年），第166页
97. ↑  Sneh（2008年），第174页
98. ↑  Katouzian（2013年），第101页
99. ↑  Orme（1989年），第73页
100. ↑  Amuzegar（1991年），第242页
101. ↑  Boroujerdi（1996年），第50-51页
102. ↑  Arjomand（1988年），第109页
103. ↑  Hiro（2013年），第202页
104. ↑  Abrahamian（1980年），第3-15页
105. ↑  Atkins（2004年），第298页
106. ↑  Kurzman（2005年），第25页
107. ↑  Daneshvar（2016年），第98页
108. ↑  Esposito（1998年），第211页
109. ↑  Hovsepian-Bearce（2015年），第10页
110. ↑  Ghazvinian（2021年），第285页
111. ↑  Avery，Hambly & Melville（1991年），第292页
112. 1 2 3  Munson（1988年），第60页
113. ↑  Ganji（2002年），第10页
114. ↑  Axworthy（2016年），第104页
115. 1 2 3  Nikazmerad（1980年），第327-368页
116. ↑  Abrahamian（2008年），第158-159页
117. ↑  Amuzegar（1991年），第248-249页
118. ↑  Foran（2005年），第83页
119. ↑  Buchan（2013年），第151页
120. 1 2  Abrahamian（1982年），第507页
121. ↑  Fischer（2003年），第195页
122. ↑  Roberts（1996年），第9页
123. ↑  Hiro（2013年），第72页
124. ↑  Axworthy（2016年），第105-106页
125. ↑  Bayandor（2018年），第169页
126. ↑  Axworthy（2016年），第106页
127. 1 2  Abrahamian（2008年），第159页
128. ↑  Hiro（2013年），第73页
129. ↑  Amjad（1989年），第120页
130. ↑  Hiro（2013年），第72-73页
131. ↑  Axworthy（2016年），第107页
132. ↑  Amuzegar（1991年），第247页
133. 1 2 3 4  Omid（2016年），第37页
134. ↑  Foran（2019年），The Making of the Iranian Revolution and After, 1977-1991
135. ↑  Shajari（2014年），第83页
136. ↑  鄭翠蘭（2001年），第23-25页
137. ↑  Fischer（2003年），第196页
138. ↑  Tucker（2017年），第443页
139. ↑  Hiro（2013年），第166页
140. ↑  Hiro（2013年），第74页
141. ↑  Kurzman（2005年），第60页
142. 1 2  Berlatsky（2012年），第60-61页
143. 1 2  Axworthy（2016年），第108页
144. ↑  Sloan & Anderson（2009年），第602页
145. 1 2  Daneshvar（2016年），第105页
146. 1 2 3  Tucker（2017年），第444页
147. ↑  Axworthy（2016年），第109页
148. ↑  Kurzman（2005年），第65页
149. ↑  Harney（1998年），第22页
150. ↑  Al-Rodhan，Herd & Watanabe（2011年），第123页
151. ↑  Arjomand（1988年），第114页
152. ↑  Kurzman（2005年），第75页
153. ↑  Shahidi（2007年），第13页
154. ↑  Hiro（2013年），第79页
155. ↑  Axworthy（2016年），第114页
156. ↑  Bashiriyeh（2012年），第115页
157. ↑  Brotons（2012年），第62页
158. ↑  Kurzman（2005年），第105页
159. ↑  Arjomand（1988年），第116页
160. ↑  Axworthy（2016年），第114-115页
161. ↑  Daneshvar（2016年），第107页
162. ↑  Simons（2016年），第308页
163. ↑  Ganji（2002年），第68-69页
164. ↑  Povey（2016年），第59页
165. ↑  Fischer（2003年），第201页
166. ↑  Ganji（2002年），第xxix页
167. ↑  Abrahamian（1982年），第519-520页
168. ↑  Seliktar（2000年），第98页
169. ↑  Varzi（2006年），第54页
170. ↑  Armajani（2020年），第56页
171. ↑  Fischer（2003年），第204页
172. ↑  Kurzman（2005年），第121页
173. ↑  Seliktar（2000年），第111页
174. ↑  Murray（2009年），第24页
175. ↑  Kaufman（2009年），第496页
176. ↑  Arjomand（1988年），第129-130页
177. 1 2  Tucker（2017年），第446页
178. ↑  Munson（1988年），第63页
179. ↑  Ganji（2002年），第28页
180. 1 2  Tucker（2016年），第290页
181. ↑  Axworthy（2016年），第124页
182. ↑  Axworthy（2016年），第129页
183. ↑  Ende & Brunner（2021年），第302页
184. ↑  Peretz（1994年），第528页
185. ↑  Guerrero（2016年），第182页
186. ↑  Arjomand（1988年），第135页
187. ↑  Daneshvar（2016年），第124-125页
188. ↑  Maloney（2015年），第93页
189. 1 2  Ward（2014年），第222页
190. ↑  Munson（1988年），第64页
191. ↑  Daniel（2012年），第185页
192. ↑  Abrahamian（2008年），第162页
193. ↑  Abrahamian（1982年），第592页
194. ↑  Armajani（2020年），第57页
195. ↑  Adib-Moghaddam（2014年），第257-258页
196. ↑  Daneshvar（2016年），第129-130页
197. ↑  Campanini & Di Donato（2021年），第93页
198. ↑  Takeyh（2021年），第241页
199. 1 2  Daniel（2012年），第187页
200. ↑  Shahibzadeh（2016年），第88-89页
201. ↑  Paidar（1997年），第198页
202. ↑  Vahabzadeh（2010年），第66页
203. ↑  Pipes（1998年），第15页
204. ↑  Irfani（1983年），第191页
205. ↑  Moghissi（1996年），第113页
206. ↑  Acar & Deniş（2021年），第92页
207. ↑  Hunter（2014年），第114-116页
208. ↑  Jahanpour（1984年），第152-159页
209. ↑  Abrahamian（2008年），第187页
210. ↑  Conge（2000年），第72页
211. ↑  Bashiriyeh（2011年），第135页
212. 1 2  Tucker（2016年），第291页
213. ↑  Ward（2014年），第228-229页
214. ↑  Gheissari & Nasr（2006年），第85页
215. ↑  Ciment（2015年），第264页
216. ↑  Phillips（2017年），第88-89页
217. ↑  Hassaniyan（2021年），第98页
218. ↑  O'Ballance（1996年），第109页
219. ↑  Gumustekin（2021年），第37页
220. ↑  Entessar（1984年），第911-933页
221. ↑  Gurses，Romano & Gunter（2020年），第216页
222. ↑  Johnson（2012年），第190页
223. ↑  Ahrari（2017年），第182-183页
224. ↑  Soliman & Coskun（2015年），第107页
225. ↑  Forozan（2015年），第106页
226. ↑  Ward（2014年），第225-234页
227. ↑  Sinkaya（2015年），第78-79页
228. ↑  Tucker（2016年），第292页
229. ↑  Shahrokhi（1990年），第46页
230. 1 2  Omid（2016年），第71-73页
231. ↑  Hovsepian-Bearce（2015年），第52页
232. ↑  Lob（2020年），第4-6页
233. ↑  Galligan & Versteeg（2013年），第351页
234. ↑  Hovsepian-Bearce（2015年），第13页
235. ↑  Paidar（1997年），第226页
236. 1 2  Banai（2020年），第107页
237. ↑  Daniel（2012年），第190页
238. ↑  Leverett & Leverett（2013年），第165页
239. ↑  Hiro（2013年），第108页
240. ↑  Lolaki（2019年），第138页
241. ↑  Sinkaya（2015年），第83页
242. ↑  Ghamari-Tabrizi（2008年），第42-43页
243. ↑  Axworthy（2016年），第157-158页
244. ↑  Daniel（2012年），第191页
245. ↑  Omid（2016年），第66页
246. ↑  Ramazani（1980年），第181-204页
247. ↑  Poulson（2006年），第245页
248. ↑  Leandro，Branco & Caba-Maria（2021年），第92页
249. ↑  Katouzian & Shahidi（2007年），第55页
250. ↑  Peretz（1994年），第529页
251. ↑  Gheissari & Nasr（2006年），第77-78页
252. ↑  Farber（2004年），第13-14页
253. ↑  Abrahamian（2008年），第168页
254. ↑  O'Hern（2012年），第27页
255. ↑  Takeyh（2011年），第43-44页
256. ↑  Hunter（2014年），第113页
257. ↑  Lorentz（2010年），第50-51页
258. ↑  Lentz（2014年），第396页
259. ↑  Parsa（2016年），第86页
260. ↑  Farjami（2017年），第56-57页
261. ↑  Khiabany（2009年），第99页
262. ↑  Afshar（1985年），第251页
263. ↑  Nima（1983年），第96页
264. ↑  Paidar（1997年），第228-229页
265. ↑  Fathollah-Nejad（2021年），第61-62页
266. ↑  Lorentz（2010年），第305页
267. ↑  Fischer（2003年），第237页
268. ↑  Ward（2014年），第234页
269. ↑  Razavi（2019年），第1-17页
270. ↑  Vahabzadeh（2017年），第138页
271. ↑  Paidar（1997年），第314页
272. ↑  Shahibzadeh（2016年），第90-91页
273. ↑  Lawson（2019年），第166页
274. ↑  Karsh（2019年），第10页
275. ↑  Rubin（2013年），第164页
276. ↑  Daneshvar（2016年），第128-129页
277. ↑  Cordesman（1999年），第13页
278. ↑  Esposito（1999年），第18-19页
279. ↑  Donaldson（1996年），第146页
280. ↑  Karsh（2019年），第27页
281. ↑  Yetiv（2010年），第30页
282. ↑  Karsh（1989年），第1页
283. ↑  Leverett & Leverett（2013年），第431页
284. ↑  Tucker（2017年），第439页
285. ↑  Ansari（2012年），第225-227页
286. ↑  Kurzman（2005年），第71页
287. ↑  Mallat（2015年），第54-55页
288. ↑  Richards（2004年），第78页
289. ↑  Hawkesworth & Kogan（2004年），第190页
290. ↑  Haynes（2016年），第xvii页
291. ↑  Shakeri（2009年），第7-12页
292. ↑  Moazami（2013年），第135页
293. ↑  Rakel（2008年），第32-36页
294. ↑  Brumberg & Farhi（2016年），第138-140页
295. ↑  Arjomand（2009年），第112-113页
296. ↑  Omid（2016年），第152页
297. ↑  Green（2019年），第153页
298. ↑  Buck（2020年），第196页
299. ↑  Choksy（2012年），第271-299页
300. ↑  Messkoub（2006年），第227-252页
301. ↑  Farzanegan & Alaedini（2016年），第17页
302. ↑  Abbasi-Shavazi，McDonald & Hosseini-Chavoshi（2009年），第24页
303. ↑  Rabiei（2018年），第1-28页
304. ↑  Harris（2017年），第10页
305. ↑  Erdodu & Christiansen（2015年），第266页
306. ↑  Lotfalian（2009年），第229-250页
307. ↑  Laachir & Talajooy（2013年），第262页
308. ↑  Jahed（2012年），第8页
309. ↑  Cohen（2006年），第3-16页
310. ↑  Shojai（1995年），第106页
311. ↑  Cleveland & Morris（2013年），第127页
312. ↑  Amuzegar（2014年），第34-35页
313. ↑  Clawson（1981年），第11-15页
314. ↑  Karbassian（2000年），第621-640页
315. ↑  Pesaran（2011年），第35-36页
316. ↑  Zahedi（2018年），第98页
317. ↑  Ghasimi（1992年），第599-614页
318. ↑  Amuzegar（1992年），第413-425页
319. ↑  Ansari & Martin（2001年），第127-128页
320. ↑  Bahramitash & Hooglund（2011年），第24页
321. ↑  Lust（2014年），第98页
322. ↑  Paidar（1997年），第233-234页
323. ↑  Povey & Rostami-Povey（2012年），第138页
324. ↑  Rezai-Rashti，Mehran & Abdmolaei（2019年），第25页
325. ↑  Bahramitash（2003年），第229-241页
326. ↑  Navazeni（2010年），第136-148页
327. ↑  Elik（2013年），第38页
328. ↑  O'Hern（2012年），第44页
329. ↑  Salamey（2013年），第100页
330. ↑  Al-Rodhan，Herd & Watanabe（2011年），第127页
331. ↑  Lehmann（2006年），第23-39页
332. ↑  Boghardt（2006年），第32-33页
333. ↑  Jones（2013年），第162页
334. ↑  Hänni，Riegler & Gasztold（2020年），第204页
335. ↑  Marschall（2003年），第44页
336. ↑  Hunter（2014年），第133页
337. ↑  Osiewicz（2020年），第47页
338. ↑  Kinch（2016年），第33页
339. ↑  Willemarck（1999年），第205-229页
340. ↑  Marie & Naghshpour（2011年），第244页
341. ↑  Amirahmadi & Entessar（1993年），第105页
342. ↑  Guerrero（2016年），第192页
343. ↑  Khalil（2019年），第173页
344. ↑  Looney（2009年），第490页
345. ↑  Hurst（2018年），第54页
346. ↑  Esposito & Ramazani（2001年），第150-151页
347. ↑  Bayandor（2018年），第317-319页
348. ↑  Menashri（1990年），第64-65页
349. ↑  Hooglund（2002年），第151页
350. ↑  Walt（1997年），第233-234页
351. ↑  Kaussler（2011年），第203-225页
352. ↑  Rakel（2008年），第188-189页
353. ↑  Maloney（2008年），第27-28页
354. ↑  Ehteshami，Quilliam & Bahgat（2016年），第11页
355. ↑  Walt（1997年），第237页